# البهائية

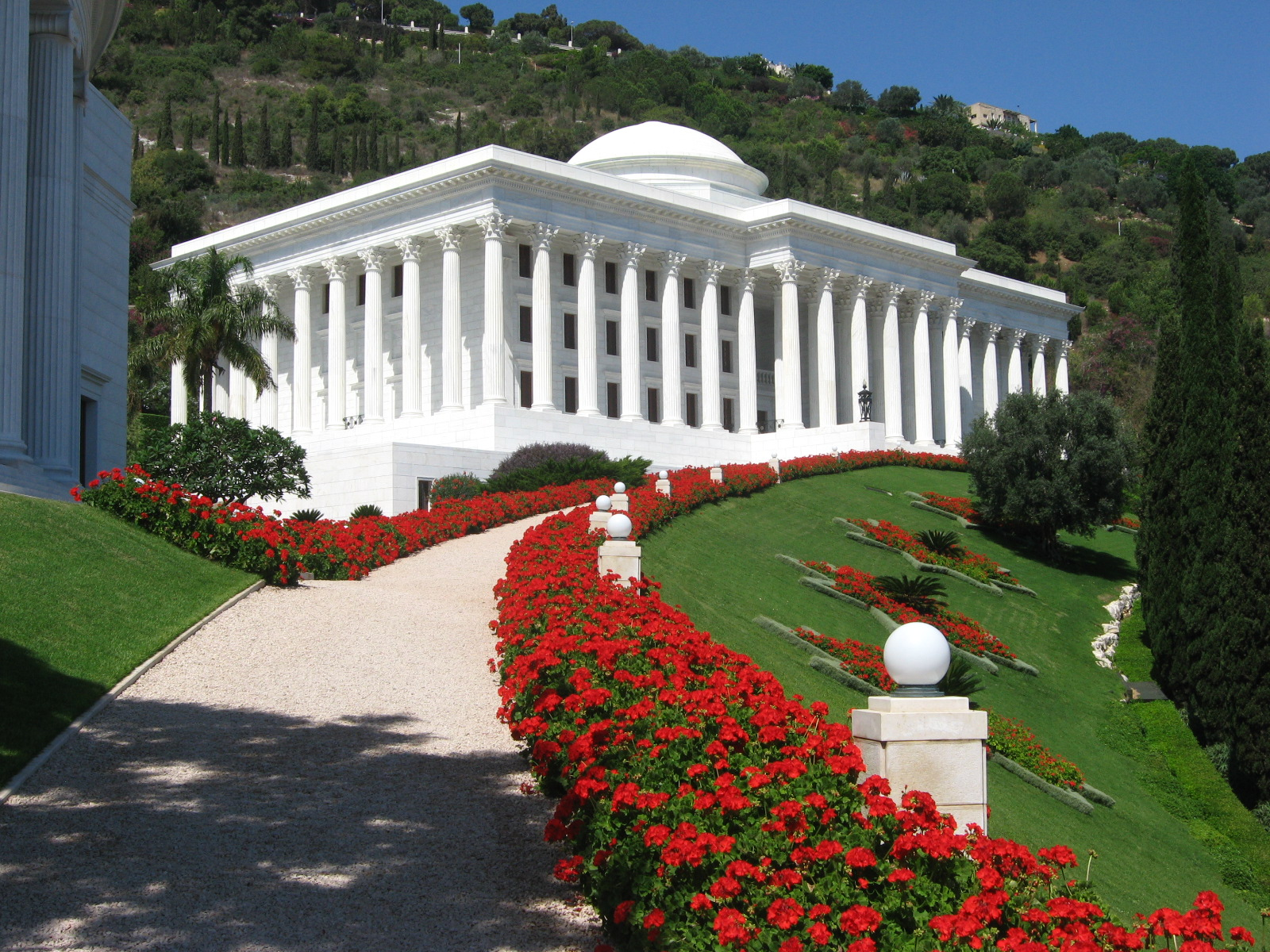
مقر بيت العدل الأعظم على سفح جبل الكرمل في مدينة حيفا على البحر الأبيض المتوسط شمال فلسطين التاريخية.

البهائية، هي ديانة إبراهيمية توحيدية تؤكّد في مبدأها الأساسي على الوحدة الروحية للجنس البشري. وترتكز الديانة البهائية على ثلاثة أعمدةٍ تشكّل أساس تعاليم هذه الديانة: وحدانية الله؛ بمعنى أنّ هناك خالقٌ واحدٌ فقط وهو الله الذي هو مصدر كل الخلق، ووحدة الدين؛ أي أن جميع الديانات الكبرى لديها نفس المصدر الروحي، وتأتي من نفس الخالق، ووحدة الإنسانية؛ والتي تعني بأن جميع البشر قد خُلقوا متساوين رغم تنوعهم، حيث يتم النظر إلى التنوع العرقي والثقافي على أنه يزيد من جمال العائلة الإنسانية وجدير بالتقدير والقبول، ويُشار إليه في الكتابات البهائية بـ الوحدة في التنوع. وفقًا للكتابات البهائية، الغرض من حياة الإنسان هو تهذيب الروح وتهيئتها لحياتها الأبدية في العوالم الأخرى، وكل جهدٍ للفرد في تمثّله بالصفات الإلهية والفضائل والقيم هو بمثابة صقلٍ لمرآة الروح. إن تفعيل القدرات الروحية الكامنة في جوهر الإنسان هي عمليةٌ تستمر مدى الحياة وتساعد في التقرب إلى الله. وحسب اعتقاد البهائيين، يمكن معرفة ومحبة الله من خلال وسائل متعددة، مثل الدعاء والصلاة وسائر العبادات، وممارسة التأمل والتفكير، والعمل بموجب التعاليم الإلهية، وخدمة الإنسانية.
تأسست الديانة البهائية على يد بهاء الله في القرن 19 في بلاد فارس. وقد نفي بهاء الله من بلاد فارس إلى الأراضي التابعة للإمبراطورية العثمانية، وتوفي بينما كان لا يزال سجينًا فيها بشكلٍ رسميٍ. بعد وفاة بهاء الله، انتشر الدين البهائي تحت قيادة ابنه عبد البهاء عباس، وانطلق من جذوره الفارسية والعثمانية والعربية، واكتسب موطئ قدمٍ في مصر وأوروبا وأمريكا. توحّد معتنقوها في إيران، حيث يعاني أتباعها هناك، منذ ذلك الحين وحتى اليوم، من الاضطهاد الشديد. بعد وفاة عبد البهاء عباس، انتقلت مسؤولية إدارة وهداية الجامعة البهائية إلى شوقي أفندي، حفيد عبد البهاء، حسب وصية عبد البهاء في كتابه «ألواح الوصايا». وبعد وفاة شوقي أفندي، دخلت إدارة الجامعة البهائية مرحلةً جديدةً، وتطورت من فردٍ واحدٍ إلى منظومةٍ إداريةٍ تحتوي على هيئاتٍ منتخبةٍ وأفرادٍ يتم تعيينهم، وعلى رأسهم بيت العدل الأعظم، وهو أعلى هيئة إدارية للدين البهائي، تقوم بإدارة شؤون الجامعة البهائية على النطاق العالمي. يوجد اليوم أكثر من سبعة ملايين معتنقٍ للديانة البهائية في العالم، يتوزعون في أكثر من 200 بلدًا وإقليمًا بنسبٍ متفاوتةٍ.
وفقًا للعقيدة البهائية، إن دين الله قد تكشّفت من خلال سلسلةٍ من الرسل الإلهيين؛ فالأنبياء والرسل، من خلال عمليةٍ مستمرةٍ وتدريجيةٍ، وبناءً على قدرة الاستيعاب البشري، واحتياجات وظروف كل زمانٍ ومكانٍ، يقدمون التعاليم والإرشادات اللازمة لتطور المجتمعات الإنسانية اجتماعيًا وروحيًا والنهوض بقدراتها ومسؤولياتها. ضمن هذا المفهوم، يتم تقديم الحقيقة والتعاليم الدينية تدريجيًا بما يتناسب مع القدرة الروحية للبشر في كل نقطةٍ ومرحلةٍ من التاريخ. شملت قائمة هؤلاء الرسل رسل الأديان الإبراهيمية، موسى، وعيسى، ومحمد، فضلًا عن الرسل من الديانات الهندية مثل كريشنا، وبوذا، وغيرهم. يعتقد البهائيون أن أحدث الرسل هما الباب وبهاء الله.
حسب الكتابات البهائية فإن البشرية في عملية تطورٍ جماعيٍ مستمرٍ، والحاجة في الوقت الحالي هي الإنشاء التدريجي للسلام والعدالة والوحدة على نطاقٍ عالميٍ.

## أصل التسمية
يتم استخدام كلمة البهائية إما كصفةٍ للإشارة إلى العقيدة أو الديانة البهائية، أو كمصطلحٍ لأتباع بهاء الله. الكلمة مستمدةٌ من لفظ البهاء بالعربية، وتعني«المجد» أو «الروعة» أو الإشراق والجمال - حسب معجم الغني.

## التاريخ والنشأة
تعود جذور البهائية إلى البابية، والتي نشأت في بلاد فارس، أثناء حكم السلطنة القاجارية الفارسية آنذاك، في منتصف القرن التاسع عشر (سنة 1260هـ/ 1844م). أما البهائية نفسها فأسّسها حسين علي النوري المعروف بلقب بهاء الله، وأعلن عن دعوته في حديقة النجيبية (المعروفة بحديقة الرضوان لدى البهائيين) بنواحي بغداد في أبريل 1863م، في النصف الثاني من القرن التاسع عشر. بعد إعدام الباب رميًا بالرصاص، أصبح أتباعه يؤمنون بـ بهاء الله الذي وعد الباب بقدومه في كتاباته بـ «مَن يُظهِرُه الله»، وأصبحوا يُعرفون بـ "البهائيين".
وضع بهاء الله نظامًا أساسيًا يُعرف باسم «العهد والميثاق»، لضمان وحدة الجامعة البهائية وحفظها من الانشقاق والانقسام بعد وفاته ومع مرور الوقت؛ فوضّح كيفية الاستمرار في عملية الهداية ومسألة الخلافة وجواز شرح وتفسير آثاره وكتاباته بتعليماتٍ مكتوبة واضحةٍ لا لبس فيها. وبهذه الطريقة قام بهاء الله في وصيته المعروفة بـ «كتابُ عهدي» بتعيين عبد البهاء ليقوم بإدارة شؤون الجامعة البهائية، ثم عّين عبد البهاء في «ألواح الوصايا» حفيده شوقي أفندي من بعده، وأخيرًا تم انتخاب بيت العدل الأعظم الذي ذكره بهاء الله في «الكتاب الأقدس». وفقًا للنصوص والكتابات البهائية، فإن العهد والميثاق هو من أهم ما يميّز الدين البهائي، فمحور وحدة العالم البشري هو قوة العهد والميثاق. وقد حاول البعض خلال فتراتٍ مختلفةٍ إيجاد الانقسام في الجامعة البهائية وادعاء الخلافة، ولكن لم تجدِ جهودهم بنتيجةٍ، نظرًا لوجود وصيةٍ مكتوبةٍ ونصٍ صريحٍ لمن سيقوم بإدارة شؤون البهائيين في كل مرحلةٍ من تقدم الدين. وبالنسبة للبهائيين، لا يمثّل العهد والميثاق مجرّد اتفاقيةٍ مبرمةٍ ملزمةٍ، بل هي تلك القوة الروحية التي ستصون وحدة الجامعة البهائية في كل عهدٍ، إذ يُعدّ الأساس المتين الذي يقوم عليه تطوير الدين في المستقبل.

### علاقة البابية بالبهائية

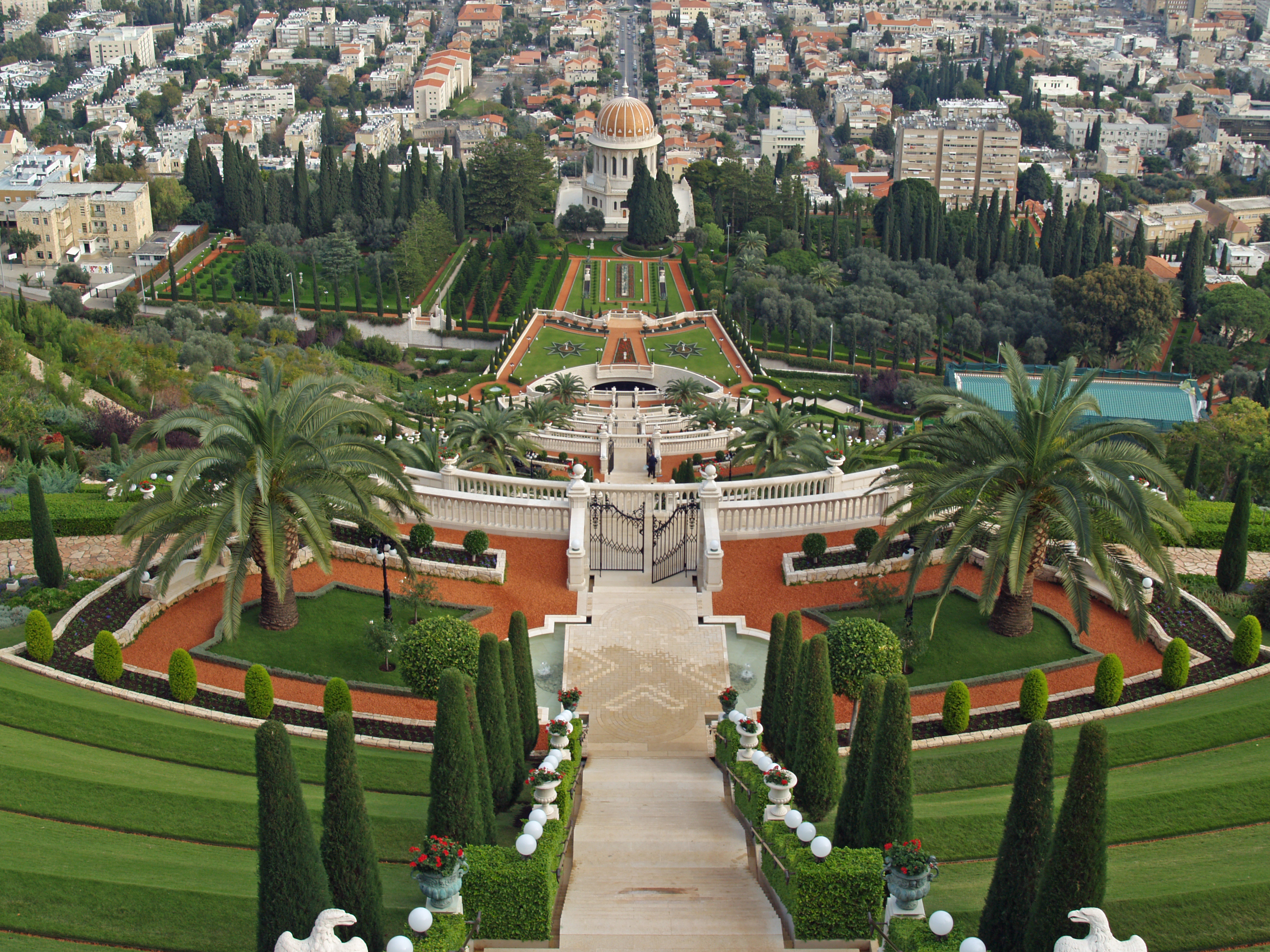
الحدائق البهائية على سفح جبل الكرمل في حيفا

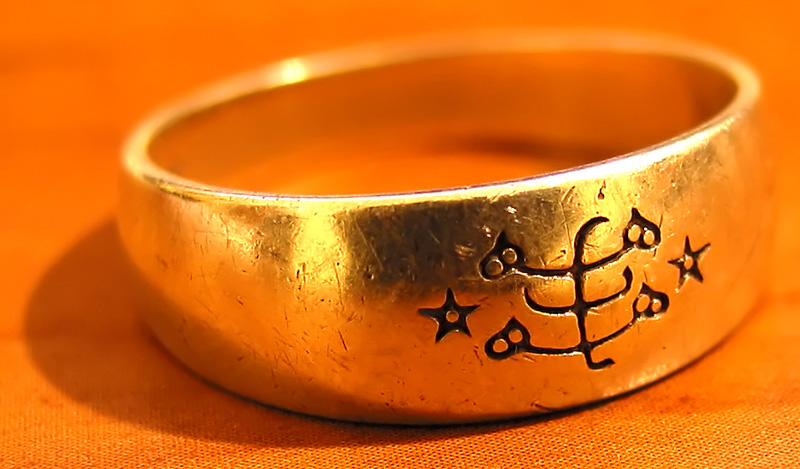
خاتم الاسم الأعظم وهو من الرموز البهائية المقدسة لدى البهائيين.

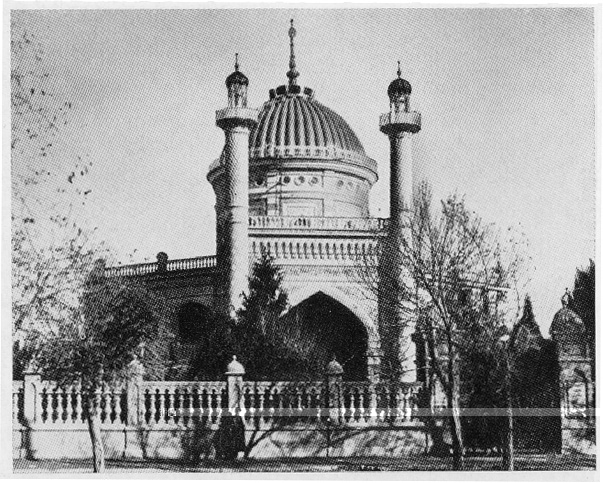
أول مشرق أذكار "معبد بهائي" في العالم بني في عشق آباد سنة 1908م حين كانت تلك المدينة ضمن تركستان الروسية.

يربط البهائيون بداية تاريخهم بوقت إعلان الدعوة البابية في مدينة شيراز، إيران سنة 1844م (1260 هـ). كانت البابية قد تأسست على يد علي-محمد بن محمد-رضا الشيرازي الذي أعلن أنه الباب لـ «مَن يُظهِرُه الله»، وأنه هو المهدي المنتظر. وكان قد سبق ذلك فترةً قصيرةً نمت فيها حركاتٌ كانت تترقب مجيء الموعود الذي بشرت به الكتب السماوية وأحاديث الأنبياء. وكانت المدرسة الشيخية التي أسسها أحمد بن زين الدين الأحسائي إحدى تلك المدراس الفكرية التي أكّدت على وشك قدوم الموعود المنتظر. وجديرٌ بالذكر أن أول من آمن بالباب، وهو الملا حسين بشروئي، قد درس عند أحمد الأحسائي، ثم عند كاظم الرشتي اللذان يعدان من أبرز رموز الشيخية.
وقد آمن بالباب بعد إيمان الملا حسين بشروئي أشخاصٌ آخرون بلغ عددهم 17 شخصًا، من ضمنهم امرأةً واحدةً تُعرف بالطاهرة، أو قرة العين. ومُنح هؤلاء الثمانية عشر شخصًا لقب «حروف الحي». ومن ضمن الذين أيّدوا دعوة الباب وكان لهم تأثيرٌ بالغٌ في تطورها هو حسين علي النوري الذي عُرف فيما بعد باسم بهاء الله، ونتيجةً لذلك فان هناك ارتباطٌ تاريخيٌ بين البهائية والبابية.
وبعد أن شاع أمر البابية، قامت السلطات الإيرانية، بإيعازٍ من رجال الدين، بتعذيب البابيين والقبض على الباب سنة 1847م وإيداعه السجن. وكانت إيران محكومةً انذاك من قبل أسرة القاجار التركمانية. وظل أتباع الباب رغم حبسه يترددون عليه في السجن، وأخذوا يُظهرون إيمانهم به وبرسالته على عامة الناس. وازداد عدد أتباع الباب رغم حبسه وذلك نتيجةً لجهود أتباعه وقياداتهم. وأدى ذلك إلى ازدياد وطأة تعذيب البابيين، الذي دوّن تفاصيله العديد من المؤرخين الشرقيين والغربيين. وفي نهاية المطاف أُعدم الباب في مدينة تبريز سنة 1850م رميًا بالرصاص أمام العامة.

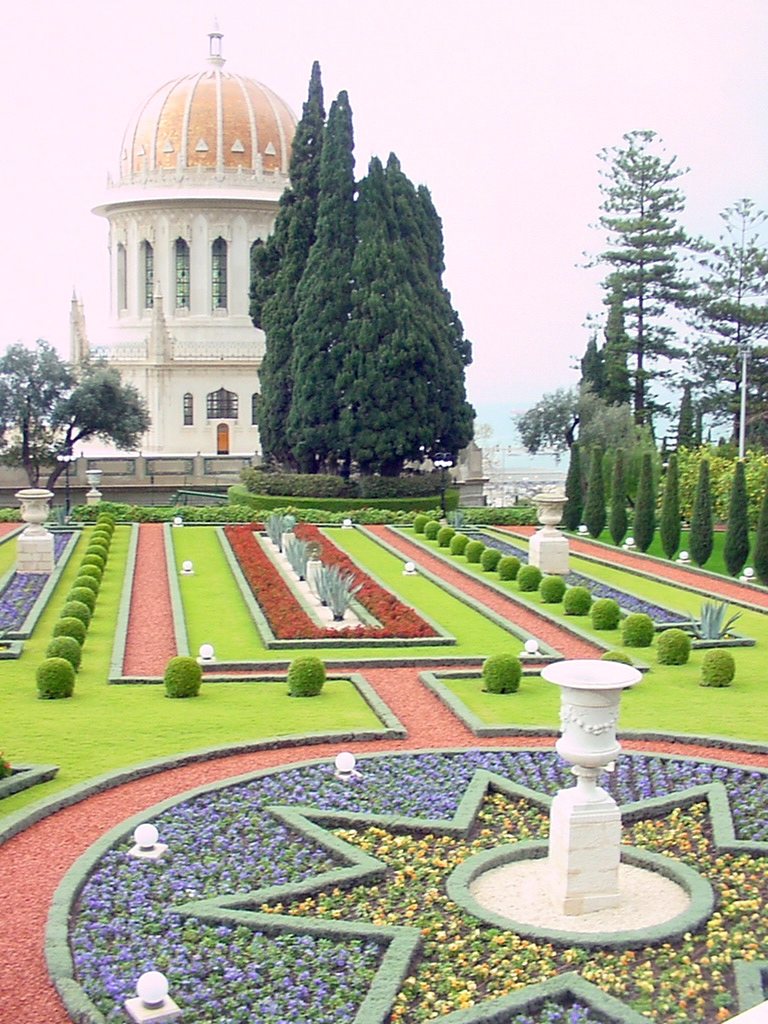
ضريح الباب في جبل الكرمل بـمدينة حيفا

واستمرت الحكومة الإيرانية آنذاك بعملية القمع ضد البابين وقياداتهم ومن ضمنهم بهاء الله، حيث حبست بهاء الله في طهران مدة أربعة أشهرٍ، وبعد ذلك نفته وأتباعه إلى العراق. وأقام بهاء الله في العراق عدة سنواتٍ قام خلالها بتدبير شؤون البابين ولمّ شملهم. وتشير المصادر البهائية أن بهاء الله أعلن دعوته للعديد من أتباعه في حديقة الرضوان في بغداد قبل نفيه منها عام 1863م. وبتحريضٍ من الحكومة الإيرانية، نفت الحكومة العثمانية بهاء الله إلى إسطنبول، ثم إلى أدرنة، التابعتين للأراضي العثمانية آنذاك.
تثبت الوقائع التاريخية أنه في عام 1868تم نقل بهاء الله وأتباعه إلى سجن قلعة عكا المشهور، الواقعة في فلسطين آنذاك، حيث تعرّضوا فيها إلى شتى أنواع العذاب والحرمان. واستمر بهاء الله بالإعلان أنه الموعود المنتظر. بالإضافة إلى كتاباته العديدة في تلك الفترة ومن أهمها «الكتاب الأقدس»، أرسل بهاء الله العديد من الرسائل لملوك الأرض وحكامها يوصيهم فيها بالحكم بالعدل، ويدعوهم لاتباع الدين الجديد وأحكامه. وقد قام ابنه عباس أفندي الذي عُرف بلقب «عبد البهاء» على خدمته إلى حين وفاته في 29 مايو 1892م. وبقى ابنه عباس سجينًا هناك إلى سنة 1908م، ورغم إطلاق سراحه بعد ثورة تركيا الفتاة وسقوط السلطان العثماني، استمرّ في العيش في مدينة حيفا في فلسطين إلى حين وفاته في سنة 1921م.

استمرت هذه الاضطهادات التي يحركها رجال الدين وتدعمها الحكومات الإيرانية لتشمل مؤسس، وأعلام، وأتباع الدين البهائي. وفي العصر الحالي، لا يزال هذا الاضطهاد مستمرًا في عددٍ من بلدان العالم الإسلامي وخصوصًا في إيران؛ حيث وضع الدستور الإيراني الذي تم صياغته خلال الثورة الدستورية الإيرانية في عام 1906م الأساس للاضطهاد المؤسسي للبهائيين. حُكم على أكثر من 200 بهائي بالإعدام منذ بداية الثورة الإسلامية في عام 1979م، وسُجن الكثير منهم في معتقلاتها بعد أن رفضوا إنكار عقيدتهم عندما خُيّروا بين ذلك وبين إطلاق سراحهم. كما تم الاستيلاءعلى العديد من المقابر البهائية وأماكن العبادة والأماكن المقدسة وتدميرها، ولم يعد بإمكان البهائيين الاحتفاظ بمراكزهم ووظائفهم الحكومية، ولا يُسمح لهم بدخول الجامعات، وحتى أنه لا يعترف بشرعية زواجهم أو وثائق التسجيل والولادة وغيرها.

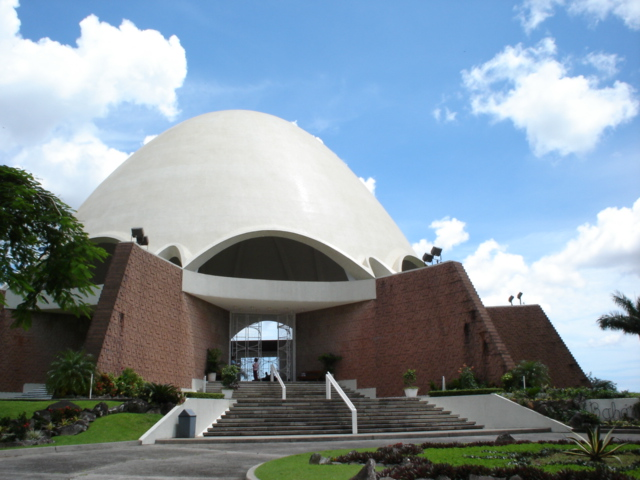
مشرق أذكار بناما في أمريكا الوسطى

### الباب
سيد علي محمد الشيرازي الملقب بـ الباب (1198-1229هـ، 1819م-1850م). نبيٌ شرقيٌ من سلالةٍ تنتمي للعترة النبوية، ظهر في القرن التاسع عشر. شَرع الديانة البابية، وأحدثت تعاليمه ثورةً فكريةً بين رجال الدين وعامة الشعب. أحصى أتباعًا عديدةً خلال السنوات الست من رسالته – وهو في عمرٍ يناهز 25 إلى 31 عامًا - من مختلف الطبقات والأعراق ونقابات الشرق. أطلق على نفسه اسم المهدي الموعود، النبي الجديد والمبشّر لدينٍ عالميٍ سيظهر من بعده بواسطة «مَن يُظهِرُه الله»، والذي ذكره مرارًا وتكرارًا في أعماله وكتاباته وأشار إلى ظهوره قريبًا. من أهم ما قام به الباب في دورته القصيرة هو الإعلان عن بداية دورٍ جديدٍ للبشرية، وتكامل الظهور التدريجي للرسالة الإلهية واستمراريتها، والنهوض بدور المرأة، والاهتمام بالتربية والتعليم. بعد أن ذاع صيته وازداد عدد أتباعه، قامت حكومة القاجار بترحيل الباب إلى أبعد مناطق إيران في أذربيجان، وحرض رجال الدين على اضطهاد وتعذيب وقتل أتباع الباب في جميع أنحاء إيران. وأخيرًا، بعد ست سنواتٍ من بدء النهضة البابية، وفي سن 31، تم إعدام الباب رميًا بالرصاص مع أحد أتباعه في مدينة تبريز. بعد أكثر من عقدٍ بقليلٍ من إعدام الباب، وقتل العديد من البابيين في إيران، آمن الغالبية العظمى من أتباعه بـ بهاء الله كما وعد به الباب بأنه «من يُظهره الله»، وأصبحوا بهائيين. بهاء الله هو رسول وشارع ومؤسس الدين البهائي.

### بهاء الله
ميرزا حسين علي النوري الملقب بـ بهاء الله (1196-1271هـ، 1817م-1892م) هو شارع الديانة البهائية. آمن بالباب وهو في السابعة والعشرين من عمره، بعد استلامه رسالةً من قِبل الباب وصلته عن طريق الملا حسين البشروئي (المؤمن الأول بالباب)، فآمن بدين الباب وروّج له منذ ذلك الحين. أعلن بابيون بارزون استقلال الدين الجديد عن الإسلام بعد أربع سنواتٍ من بداية الديانة البابية في تجمّع بدشت. حيث لعب ميرزا حسين علي النوري دورًا محوريًا في هذا التجمع، ومنذ ذلك الحين عُرف باسم «بهاء الله» (أي مجد الله وإشراقه). بعد سنواتٍ قليلةٍ من هذا التجمع، أُعدم الباب، والذي كان مسجونًا في أذربيجان لعدة سنواتٍ، بالرصاص مع أحد أتباعه في تبريز. بعد ذلك، حرّضت الحكومة الإيرانية رجال الدين على اضطهاد وقتل البابيين أينما كانوا، مما أدى إلى قيام شابين بابيين باغتيال ناصر الدين شاه، حيث أصيب الشاه بجروحٍ سطحيةٍ فقط، وبأمرٍ من الشاه، تم تنفيذ مذبحةٍ ضخمةٍ للبابيين من جميع الطبقات والنقابات. نتيجةً لمحاولة اغتيال الشاه، وفي سنة 1852م، قُبض على بهاء الله وزُجّ به في سجن سياه جال (الحفرة السوداء) في طهران، وظل مقيدًا بالسلاسل لأربعة أشهرٍ. أُنزل عليه الوحي لأول مرةٍ وهو مسجونٌ في سياه جال، وأصبح على علمٍ برسالته. تعرّض منزله في تلك المرحلة للنهب والتدمير، وتدهورت أوضاع عائلته حيث انتقلوا إلى منطقةٍ نائيةٍ من العاصمة بعد أن كانوا يسكنون قصرًا. كان بهاء الله مريضًا جدًا بعد إطلاق سراحه من السجن ولم تكن لديه القوة البدنية الكافية للسفر لمسافاتٍ طويلةٍ، ولكنه أُمِر بترك الوطن، وتم إجلاءه من إيران مع عائلته. غادر بهاء الله إيران متوجهًا إلى العراق في 12 يناير 1853م مع أسرته التي بلغت 70 شخصًا، بمرافقة مأمورين من الحكومة الإيرانية آنذاك.
في ذلك الوقت، كانت العراق تحت حكم العثمانيين. وصلوا إلى بغداد في أوائل أبريل 1853م بعد رحلةٍ صعبةٍ استمرت ثلاثة شهورٍ، عبروا خلالها المناطق الجبلية في برد الشتاء مشيًا على الأقدام. في بغداد، أصبح بهاء الله معروفًا تدريجيًا بكونه زعيم البابيين، وأعاد إحياء المجتمع البابي المتشتت والمقموع بشدةٍ. نما عدد أتباعه بشكلٍ كبيرٍ، وحظي باحترامٍ وتقديرٍ عظيمين من قبل أتباعه وأهالي بغداد على السواء. فكان البابيون يتقاطرون على بغداد لزيارته وأخذ النصح والإرشاد منه، فتمكّن من أن يجدّد في البابيين فضائل الأخلاق، وأن يجعل من سلوكهم ما يتوافق مع تعاليم الباب، فعلّمهم شريعة المحبة والتسامح، وحضّهم على إطاعة الأحكام والالتزام بالقانون. وفي غضون فترةٍ قصيرةٍ اعترف به البابيون وكذلك السلطات الإيرانية والعثمانية كزعيمٍ بابيٍ بارزٍ. وخارج المجتمع البابي، حصل أيضًا على دعم وموافقة سكان بغداد والمسافرين الذين قدموا إلى المدينة، بمن فيهم مسؤولون عثمانيون وشخصياتٍ إيرانيةٍ بارزةٍ، وحتى رجال الدين السنّة ممن اعترفوا به كشخصيةٍ دينيةٍ مهمةٍ. من أهم آثاره وكتاباته في فترة إقامته في بغداد هي «الـكلمات المكنونة» و«كتاب الإيقان» و«الوديان السبعة».
أثار شهرة بهاء الله قلقًا لدى الحكومة الإيرانية، فضغطت على السلطات العثمانية لترحيل بهاء الله ورفاقه إلى مكانٍ بعيدٍ جدًا عن حدود إيران. وفي عام 1863م تم ترحيله وأتباعه إلى إسطنبول. في21 نيسان 1863م، وقبل مغادرتهم إلى إسطنبول، أقام بهاء الله وأتباعه لمدة اثني عشر يومًا في حديقة نجيب باشا في ضواحي بغداد، وفد عليه خلالها العديد من البابيين للاستماع إلى تعليماته وإرشاداته، وأعلن بهاء الله في تلك الأيام للحاضرين بأنه رسول الله والموعود الذي وعد الباب بمجيئه، ومنذ ذلك الكشف، أصبح أتباعه يعرفون بالبهائيين. واليوم، تُعرف هذه الأيام الإثنى عشر لدى البهائيين بأيام عيد الرضوان، وتُحتفل به عالميًا إحياءً لذكرى إعلان بهاء الله دعوته.
بعد أربعة أشهرٍ من السفر البري، وصل بهاء الله وأتباعه إلى إسطنبول. بعد قضاء حوالي ثلاثة أشهر ونصفٍ في إسطنبول، أمرت السلطات العثمانية بترحيل بهاء الله وأتباعه إلى أدرنة، بتحريضٍ من السفير الإيراني. أقام بهاء الله في أدرنة لمدة أربع سنواتٍ ونصف. وخلال إقامته في أدرنة أعلن علنًا عن رسالته. صُدر هذا الإعلان العام في شكل رسائل إلى بعض ملوك ورؤساء الدول آنذاك، تضمنت رسائل إلى نابليون الثالث ملك فرنسا، وبابا الكنيسة الكاثوليكية، وناصر الدين شاه ملك إيران، والسلطان عبد العزيز الخليفة العثماني، أعلن لهم فيها عن مقامه ورسالته، ودعاهم إلى نبذ الخلافات وإلى العمل من أجل وحدة العالم ومن أجل السلام.
أثناء وجود بهاء الله في مدينة أدرنة، زاد الخلاف بينه وبين أخيه غير الشقيق الملقب بــ صبح أزل الذي كان يصرّ على زعامته للحركة البابية، وانتهى هذا الخلاف بدعوة بهاء الله العلنية في 1866م بأنه هو الذي بشّر الباب بقدومه بكنية «مَن يُظهِرُه الله»، وهو موعود الظهورات التي سبقته. بعد ذلك وبتحريضٍ من الحكومة الإيرانية، نُفي بهاء الله وأتباعه مرةً أخرى بأمرٍ من الحكومة العثمانية إلى سجن عكا التابعة لفلسطين آنذاك. دخل بهاء الله وأتباعه سجن مدينة عكا في 31 أغسطس 1868م. كانت عكا في ذلك الوقت منفىً للسجناء السياسيين التابعين للحكومة العثمانية. وكانت أولى سنتين من السجن في عكا من أصعب السنوات، ومرض عددٌ من أتباع بهاء الله وتوفوا خلالها، وتوفي فيها أيضًا ابنه الأصغر ميرزا مهدي. في تلك الفترة، تابع بهاء الله كتابة الألواح والرسائل لبقية ملوك الأرض، منهم الملكة فكتوريا ملكة بريطانيا وألكسندر الثاني ملك روسيا والمكلة ماريا ملكة رومانيا. في عام 1870م، سُمِح لبهاء الله وأتباعه بمغادرة السجن، لكنهم كانوا لا يزالون يُعتبرون سجناء ولم يُسمح لهم بمغادرة عكا. عاش بهاء الله خلال سبع سنواتٍ في منازل مختلفةٍ في عكا، منها بيت عبود وبيت عبد الله باشا. في عام 1873م أنزل بهاء الله أهم كتبه، وهو الكتاب الأقدس، كتاب حدوده وأحكامه.
في عام 1877م سُمح لبهاء الله بمغادرة عكا، رغم أنه كان لا يزال سجينًا. وبعد قضاء أربعين عامًا في السجون، عاش لأول مرةٍ لمدة عامين تقريبًا في قصرٍ في شمال عكا يُدعى «قصر المزرعة»، ثم عاش في «قصر البهجة» منذ عام 1879م حتى وفاته عام 1892م. في آخر تسعة عشر عامًا من حياته، كتب بهاء الله أعمالًا مهمةً، بما في ذلك لوح الإشراقات، ولوح التجلیات، ولوح الطرازات، والتي شرح فيها المبادئ الأخلاقية والروحية للنظام العالمي، بما في ذلك سيادة القانون والطاعة للحكومة، وفصل الدين عن السياسة، واختيار مبدأ مشترك للغةٍ وخطٍ عالميٍ، وتحريم الجهاد، وضرورة تعليم وتربية الأطفال، وتعزيز وحدة الجنس البشري، وتحقيق السلام العالمي.
توفي بهاء الله بحمىً خفيفة في «قصر البهجة» في 29 مايو 1892م عن عمرٍ يناهز 75 عامًا، ودُفن في باحة قصر البهجة. يُعتبر مكان دفن بهاء الله والمعروفة بـ «الروضة المباركة» من أقدس الأماكن للبهائيين في العالم. انتشر الدين البهائي أثناء حياة بهاء الله إلى كلٍ من مصر وسوريا والأناضول القوقاز وآسيا الوسطى والهند. واليوم، يقيم البهائيون – نسبةً إلى بهاء الله ودينه - في كل مكانٍ في العالم، وعددهم بالملايين.
كتب بهاء الله العديد من الكتب والرسائل والألواح والأدعية طيلة حياته. تم التعرف على حوالي 15,000 أثرٍ مكتوبٍ عن بهاء الله. ومن بين أعماله العظيمة والمهمة كتاب الإيقان، والكتاب الأقدس، والكلمات المكنونة، والوديان السبعة، والوديان الأربعة، وجواهر الأسرار، وألواح الملوك والسلاطين. تمت ترجمة أعماله إلى أكثر من 800 لغةٍ في العالم ونُشرت حتى اليوم في أكثر من 200 دولةٍ.
أكدت كتابات بهاء الله مرارًا أن رسالته موجهةٌ إلى جميع البشر، وأن الغرض من تعاليمه هو إعادة بناء العالم والنهوض بالإنسانية جمعاء، وستفتح رسالته عهدًا جديدًا في تاريخ البشرية لتعيش في تناغمٍ وانسجامٍ وتعايشٍ. نادى بهاء الله صراحةً بمبدأ وحدة الجنس البشري، وحثّ رؤساء الدول على العمل معًا لحل النزاعات القائمة وتحقيق السلام، والحفاظ عليه من خلال خلق الأمن الجماعي. كما دعا إلى اعتماد لغةٍ وكتابةٍ دوليةٍ من أجل تحقيق مجتمعٍ عالميٍ موحدٍ، وتعزيز نظام التعليم العام والإلزامي، وإنشاء عملةٍ وقياسٍ واحدٍ. أكّد بهاء الله في تعالميه على نبذ التعصبات الدينية والعرقية وتجنب القومية المتطرفة. ذكر بهاء الله في كتاباته أن الرجل والمرأة متساويان عند الله ولا تفوّق لأحدهما على الآخر. دعى في تعاليمه بقوةٍ إلى تحرير المرأة، وحظر العديد من الممارسات التمييزية ضد المرأة؛ مثل الزواج المؤقت، أو الزواج القسري، وزواج الفتيات تحت سن الخامسة عشر، والطلقات الثلاث، كما أن تركيزه على تعليم الفتيات هو مثالٌ آخرٌ على دعمه لتحسين وضع المرأة.
وجّه بهاء الله البهائيين إلى أن خير تعريفٍ لرسالته هو التزامهم بحياةٍ صالحةٍ وسلوكهم سبل الأخلاق الحميدة والفضائل الأخلاقية كالصدق والنزاهة والثقة والصبر واللطف وكرم الضيافة والإخلاص والحلم والتسامح والعدل والإيمان والإنصاف. لقد شجع أتباعه على التعايش السلمي مع الديانات الأخرى بالألفة والمحبّة، كما حثّهم على أن يكونوا مواطنين مثاليين في بلدانهم، وأن يكونوا أمناء ومخلصين تجاه حكوماتهم، كما حثّهم على عدم التسبب في العنف والفساد بأي شكلٍ من الأشكال، ونبذ التشدّد والتعصب والغطرسة والفتنة. كما شجّع على بذل الجهود لخدمة الإنسانية. حرّم بهاء الله جميع أشكال العنف الديني وخاصةً القتال باسم الدين، ووصف بالتفصيل دور الدين كرادعٍ للجريمة وكقوةٍ للحفاظ على النظام الاجتماعي. كما حرّم بهاء الله التنسّك، والتسوّل، والرهبنة، وطلب الغفران من غير الله، وأكّد على ضرورة الانخراط في العمل والاشتغال بالحرف والمهن التي تعود بالنفع على المجتمع.

### عبدالبهاء
عباس أفندي (1223-1300هـ، 1844م-1921م)، الابن الأكبر لبهاء الله، والمعروف باسم عبد البهاء. هو الشخصية المركزية الثالثة في الديانة البهائية. عيّنه والده خليفةً له بعد وفاته، وكذلك هو الشخص المخوّل لتفسير وتبيين آثار بهاء الله، كما ذكر في الكتاب الأقدس وفي وصيته «كتابُ عهدي». تولى إدارة الجامعة البهائية في السنوات ما بين 1892م و1921م. يعتبر البهائيون عبد البهاء هو المفسّر الرسمي لكتابات وآثار بهاء الله، وهو المثل الأعلى لتعاليم بهاء الله، ومهندس النظام الإداري البديع الذي وضعه بهاء الله. كان دائمًا يصرّ على أن يتّخذ لنفسه مقام العبودية والخدمة، وخلال فترة إدارته للجامعة البهائية، تبنّى لقب عبد البهاء، وظل الجميع ينادونه بذلك حتى اليوم.
خلال فترة حياة بهاء الله، كان سكرتير والده وممثله في كثيرٍ من المجامع. قضى معظم حياته في السجن والنفي. تم نفيه إلى العراق مع والده عندما كان في التاسعة من عمره، وأخيرًا في سن 64 (عام 1908) أُطلق سراحه من المنفى والسجن بعد أكثر من خمسة عقودٍ، مع إطلاق سراح جميع المعتقلين في الإمبراطورية العثمانية نتيجة ثورة تركيا الفتاة. بعد الإفراج عنه، سافر إلى مصر وأوروبا وأمريكا الشمالية لنشر وترويج تعاليم والده. أما في بلاد الغرب فقد قوبل في كل مكانٍ بالتبجيل والاحترام واستضافة العلماء وكبار رجال الدين من كل الطوائف، فبهرتهم مبادئه. تحدث وخطب في مؤسساتٍ ومجامع وجامعاتٍ علميةٍ ومنابر دينيةٍ عديدةٍ في مدن أوروبا والولايات المتحدة وكندا، وتم إجراء مقابلاتٍ عديدةٍ معه من قِبل الصحف والمجلات الرسمية وغيرها في تلك الدول. لعبت رحلاته إلى الغرب التي دامت ثلاث سنواتٍ دورًا مهمًا في تأسيس مجتمعاتٍ بهائيةٍ في العالم، ونشر التعاليم البهائية عالميًا. في أمريكا الشمالية، سافر إلى حوالي 45 مدينة في الولايات المتحدة وكندا. خلال هذه الرحلة، ألقى حوالي 373 خطبةً، وألتقى بها مع ما مجموعه حوالي 93000 شخصًا. عُرف عبد البهاء في أوروبا والولايات المتحدة بـ «نبيّ السلام». وغالبًا ما كانت الصحافة تُشير إليه في ذلك الوقت باسم «النبي الإيراني». قابله في رحلته شخصياتٍ غربيةً بارزةً مثل ألكسندر جراهام بيل مخترع الهاتف، والرئيس روزفلت الرئيس السابق للولايات المتحدة، والأدميرال بيري مكتشف القارة القطبية الجنوبية.
غالبًا ما شرح عبد البهاء في خطاباته في الغرب المعتقدات والمبادئ الأساسية للدين البهائي، بما في ذلك وجوب تحري الحقيقة بشكلٍ مستقلٍ وخالٍ من التحيز، وكيف أن الأديان جميعها مظاهر مختلفة لحقيقةٍ واحدةٍ، وضرورة انسجام الدين مع العلم والعقل، وأن الجنس البشري واحدٌ والجميع متساوون أمام الله، والتعصبات الدينية والسياسية والتحيزات القومية المدمّرة جميعها تستند إلى الجهل، ووجوب القضاء على الفقر المدقع والثروة المفرطة، ويجب أن يكون الجميع متساوون أمام القانون بحيث تسود العدالة في المجتمع، ويجب أن يكون الرجال والنساء متساوون في الحقوق، ووجوب تربية وتعليم جميع الأطفال. كما تناول عبد البهاء قضية السلام بكرّاتٍ عديدةٍ في خطاباته، محذرًا من أن الاضطرابات في البلقان يمكن أن تتصاعد إلى حربٍ من شأنها أن تجتاح أوروبا. وأعطى في أمريكا أهميةً خاصةً لقضية اختلاف العرق وشجّع الناس من أعراقٍ مختلفةٍ على البحث عن أرضيةٍ مشتركةٍ معًا وإيجاد التعاون فيما بينها. وشدّد على قضية الفقر حيث التقى في أمريكا وأوروبا بالعديد من الفقراء ووصّى على الواجب الاجتماعي للأغنياء تجاه الفقراء.
كان لعباس أفندي فرص الالتقاء والاتصال بنفرٍ غير قليلٍ من أعلام العصر اللامعين في الشرق أيضًا، وخاصةً في العالم العربي بين بيروت وعكاء وحيفا والإسكندرية والقاهرة، امتدت صلاته لتشمل الشيخ الإمام محمد عبده، والأمير شكيب أرسلان، والمؤرخ محمد جميل بيهم، والشيخ يوسف علي، وسليم قبعين، ومحمود عباس العقاد، والشيخ محمد بخيت، ومفتي حيفا الشيخ محمد مراد، والأمير محمد علي ابن الخديوي توفيق، والخديوي إسماعيل، والشاعر وديع البستاني، والكاتب إميل زيدان، وجبران خليل جبران. كما تأثّر بشخصية عباس أفندي بصورةٍ غير مباشرةٍ كلٌ من الكاتب اللبناني أمين الريحاني وزميله ميخائيل نعيمة. وهناك من راسلوه وطلبوا نصحه مثل الكاتب جبران ساسي المهاجر من سوريا إلى مصر.  
عاد عبد البهاء إلى حيفا عبر مصر في يونيو 1913م بعد رحلةٍ دامت ثلاث سنواتٍ إلى الغرب. في أقل من عامٍ، اندلعت الحرب العالمية الأولى في أغسطس 1914م، ولم يكن من الممكن السفر مرةً أخرى. كان الأمر خطيرًا عليه وعلى من حوله، حيث تعرّض عبد البهاء للتهديد من قِبل الحاكم الجديد لسوريا، جمال باشا. منع عبد البهاء من وقوع كارثةٍ محليةٍ خلال الحرب العالمية الأولى عندما أمّن لأهالي الشام المؤؤنة الغذائية من المزارع البهائية الواقعة في الأردن. ولهذا حصل من الحكم البريطاني في فلسطين على لقب "Sir" في 27 أبريل 1920م، تقديرًا لجهوده الإنسانية خلال الحرب العالمية الأولى. اهتم عبد البهاء بإدارة شؤون الجامعة البهائية في سنوات ما بعد الحرب العالمية الأولى. بالإضافة إلى كونه شخصيةً محليةً بارزةً في ذلك الوقت، عُرف أيضًا بقائدٍ لديانةٍ عالميةٍ.
تُوفي عبد البهاء في 28 نوفمبر 1921م في حيفا عن عمرٍ يناهز 77 عامًا. وجرى تشييع جثمانه في موكبٍ عظيمٍ حيث حضر جمعٌ غفيرٌ من المعزين من أديان وطوائف مختلفة ومن كبار المسؤولين ورؤساء الأديان، وألقوا الخطب واسترسلوا في مراثيهم لعبدالبهاء.

### شوقي أفندي
شوقي أفندي رباني (1276هـ-1336هـ، 1897م-1957م)، المعروف أيضًا باسم شوقي أفندي، قام بإدارة أمور الجامعة البهائية في العالم لمدة 36 عامًا، طوّر خلالها النظام الإداري البهائي العالمي. هو حفيد عبد البهاء، ووفقًا لوصية عبد البهاء في ألواح الوصايا، تولّى إدارة شؤون البهائيين بعد وفاة عبد البهاء منذ 28 نوفمبر 1921م حتى وفاته عام 1957م، ولُقب منذ ذلك الحين بـ وليّ أمر الله.
تولّى ولي الأمر الشاب مسؤوليته في أعقاب الحرب العالمية الأولى في ظروفٍ مضطربةٍ. من أهم إنجازاته تأسيس النظام الإداري البهائي بناءً على ألواح الوصايا لعبد البهاء، والتي وصفها عبد البهاء بنفسه بأنه «ميثاق النظام الإداري البهائي». وبعد دراسةٍ دقيقةٍ لكتابات بهاء الله وعبدالبهاء بخصوص تأسيس المؤسسات البهائية، أحدث طرقًا لإنشاء وتأسيس المؤسسات الإدارية البهائية.
في موازاة ذلك، قام شوقي أفندي بترجمة كتابات بهاء الله من الفارسية والعربية إلى اللغة الإنجليزية، ووضع نموذجًا للآخرين للترجمة مستقبلًا. قام أيضًا بتلخيص وترجمة كتاب «تاريخ النبيل» الذي يعتبر من الكتب التاريخية المهمة للبهائيين، حيث دوّن الكتاب نبيل الزرندي الذي كان مرافقًا لبهاء الله ومعاصرًا له، وهو كتابٌ مرتبطٌ بتاريخ السنوات الأولى للدين البهائي، سمّى شوقي أفندي تلخيصه لكتاب «تاريخ النبيل» بكتاب «مطالع الأنوار». كما قام أيضًا بشكلٍ مستقلٍ بتدوين تاريخ الدين البهائي بدقةٍ ومنهجيةٍ في أربعة مجلداتٍ تحت عنوان "God Passes By" والذي تُرجم إلى «القرن البديع».
نفّذ شوقي أفندي برامج لنشر وترويج الدين البهائي في جميع أنحاء العالم، وأرسل شخصيًا العديد من الرسائل إلى البهائيين في العالم يدعوهم إلى أداء واجباتهم وتقديم خدماتهم بإخلاصٍ لمجتمعاتهم. كما قام بتخطيط نقاط الهجرة حول العالم وتشجيع المهاجرين لترك أوطانهم وتعمير البلدان. خلال هذه السنوات، زاد عدد الدول التي وصلت إليها رسالة بهاء الله من 35 إلى 219. قام أيضًا بتوسيع المركز البهائي العالمي في مدينة حيفا وشراء الأراضي والحدائق حول مقام الباب وتصميمها وتنفيذها. قام ببناء قبةٍ جميلةٍ على مرقد الباب، المعروف بـ «المقام الأعلى»، ورتّب أيضًا حدائق فريدةٍ حول مرقد بهاء الله خارج مدينة عكا، والمعروف باسم «الروضة المباركة». قام بتجهيز مبنى «دار الآثار» الذي يضم جميع آثار وكتابات الباب وبهاء الله الأصلية. وقد تم اتخاذ كل هذه الإجراءات لتوفير فضاءٍ روحانيٍ مناسبٍ للمركز الإداري والروحاني للجامعة البهائية العالمية. خلال هذه السنوات، ركّز اهتمامه على بناء المؤسسات المحلية والمركزية وشرح مبادئ انتخابات المحافل الروحانية في المجتمعات البهائية في جميع أنحاء العالم. بالنسبة لمجتمعٍ لا يحتوي على كهنةٍ ورجال دينٍ، فإن هذه المؤسسات المنتخبة ديمقراطيًا تُعتبر أساس الوحدة والتقدم والاستدامة. سعى شوقي أفندي إلى تنمية المجتمعات البهائية الوليدة إلى المستوى الذي أصبحت فيه المؤسسات الإدارية قادرةً على تشكيل بيت العدل الأعظم مستقبلًا.

### بيت العدل الأعظم
بيت العدل الأعظم هو المؤسسة التي تولت إدارة شؤون الجامعة البهائية عالميًا منذ وفاة شوقي أفندي، وستستمر في إدارة وتنظيم شؤون البهائيين حول العالم. لا يوجد في الدين البهائي رجال دينٍ أو كهنةٍ أو قساوسة، وفي بنية المجتمع البهائي، تُناط إدارة وتنظيم شؤون البهائيين إلى المجالس المنتخبة والتي يرأسها بيت العدل الأعظم، وليس الأفراد. يتألف بيت العدل الأعظم من تسعة أعضاءٍ، يتم انتخابهم كل خمس سنواتٍ من قِبل أعضاء المحافل الروحانية المركزية حول العالم. أجريت أول انتخابات لبيت العدل الأعظم عام 1963م (1342هـ)، بعد وفاة شوقي أفندي. يقع مقرّ بيت العدل الأعظم على سفح جبل الكرمل في حيفا، والذي تم اختياره لهذا الغرض من قبل بهاء الله عام 1890م، حسب ما ورد في «لوح الكرمل». قام بيت العدل الأعظم في عام 1972م بوضع «ميثاق الأمانة» وهو النظام الأساسي الذي شرح فيه وظائفه ومسؤولياته ونطاق عمله. ويمكن تلخيص هذه الواجبات والمسؤوليات على النحو التالي: إدارة شؤون المجتمع البهائي عالميًا، وتوجيه وتنظيم وتنسيق الأنشطة البهائية في جميع أنحاء العالم، وحماية النصوص والآثار البهائية، وحماية الجامعة البهائية من الاضطهاد والقمع؛ ونشر تعاليم بهاء الله، وتوسيع وتقوية النظام الإداري البهائي؛ وتعزيز الصفات الروحية في المجتمع البهائي، وترويج السلام بين الأمم؛ وتنفيذ أو إلغاء أو تغيير تلك الأوامر والأحكام غير المنصوصة عليها صراحةً من قِبل بهاء الله، وضمان حقوق الأفراد وحرياتهم وإقداماتهم؛ وتطبيق أصول وأحكام الدين البهائي.

## العهد والميثاق والحفاظ على وحدة الجامعة البهائية
أسس بهاء الله مبدأ العهد والميثاق للحفاظ على وحدة المجتمع البهائي، ومنع التحزب والانقسام. وفقًا لهذا المبدأ، حدّد كيفية استمرار عملية الهداية ومن يخلفها من بعده، وتبيين وتفسير كتاباته بتعليماتٍ جليةٍ واضحةٍ ومكتوبةٍ. وفقًا لهذا المبدأ، عهد بهاء الله في وصيته الخطية المعروفة بـ "كتابُ عهدي" بالهداية إلى ابنه الأرشد عبدالبهاء، ثم طبقًا لـ ألواح الوصايا لـ عبدالبهاء أُسندت هذه المسؤولية إلى شوقي أفندي، حفيد عبدالبهاء. وأخيرًا، كما قرر بهاء الله، تم انتقال المسؤولية إلى بيت العدل الأعظم. ألغى بهاء الله طبقة رجال الدين في الدين البهائي؛ وعهد بإدارة شؤون المجتمع إلى نظامٍ يتألف من المؤسسات المنتخبة، على رأسها بيت العدل الأعظم، الذي يعمل على أساس اتخاذ القرار الجماعي والتشاور. مبادئ هذا النظام مدونةٌ في الكتابات البهائية؛ فقد سن أحكامه بهاء الله، ورسم معالمه عبد البهاء، ووضع تفاصيله موضع التنفيذ شوقي افندي؛ ويُعرف هذا النظام بأكمله بـ النظم الإداري البديع.
نظرًا لأهمية العهد والميثاق في البهائية وتجنب الانشقاق في الدين، تم توثيق نقل السلطة بشكلٍ واضحٍ جدًا في العقيدة البهائية، لذا لا يوجد طوائف في الدين البهائي في الأساس. تم طرد عدد قليل من الأفراد والجماعات من تبعية الدين بسبب انتهاك ميثاقها، لكن الباحثين لا يعتبرون هذه المجموعات طوائف؛ فهي صغيرةٌ للغاية، وتمثل إجمالًا مئات الأفراد، وليس لهم حياة جماعية وممارسات دينية مشتركة، وغالبًا سريعة الزوال. وبالنسبة للبهائيين، لا يمثّل العهد والميثاق مجرّد اتفاقيةٍ مبرمةٍ ملزمةٍ، بل هي تلك القوة الروحية التي ستصون وحدة الجامعة البهائية في كل عهدٍ، إذ يُعدّ الأساس المتين الذي يقوم عليه تطوير الدين في المستقبل.

## المعتقدات البهائية
تلهم الاعتقادات البهائية في آلافٍ تلو آلافٍ من بقاع الأرض أفرادًا وجماعاتٍ يعملون على تحسين حياتهم ويشاركون في تقدم الحضارة. وتعالج المعتقدات البهائية مواضيع ومفاهيم جوهرية مثل وحدانية الله، ووحدة الدين، ووحدة البشر، والطبيعة الإنسانية، وحياة الروح، والعبادة والخدمة، والمساهمة في تقدم الحضارة الإنسانية - على سبيل المثال لا الحصر.

### وحدانية الله
يؤمن البهائيون بالله الواحد الأحد، الأزليّ الأبديّ، وخالق الوجود. إن الإيمان بوحدانية الله هي من التعاليم الأساسية في الدين البهائي. يوصَف الله في البهائية بأنه الغيب المنيع الذي لا يُعرف وفوق إدراك الإنسان بعقله. وهو مصدر كل الوحي، وأبديٌ، وعليمٌ، وقادرٌ، ومهيمنٌ على كل الوجود. على الرغم من أن الناس قد يكون لديهم أفكار مختلفة عن الله، ويصلّون بلغاتٍ مختلفةٍ، أو قد تُستخدم أسماءً مختلفةً للإشارة إلى الله، إلا أنهم جميعًا يشيرون إلى حقيقةٍ واحدةٍ وخالقٍ واحدٍ.
يعتقد البهائيون بأن الفهم المباشر للذات الأحدية أمرٌ مستحيلٌ. وبالرغم من أن الوصول المباشر إلى الله غير ممكنٍ، يعبّر الله عن مشيئته بطرقٍ مختلفةٍ، فمن وقتٍ لآخرٍ يخاطب البشرية عن طريق الوحي الإلهي المنزل على الأنبياء والمرسلين، الذين يُطلق عليهم «مظاهر الظهور الإلهي» في البهائية، فيُظهر الله صفاته وتجلياته في عمليةٍ تدريجيةٍ عن طريق الأنبياء والرسل وفقًا لقدرات الإنسان واحتياجاته في كل عصرٍ.

### وحدة الأديان
يعلم بهاء الله أتباعه أن أصل كل الأديان واحدٌ، فمبادئهم الأساسية مشتركةٌ مع بعضها البعض، والغرض من جميعها واحدٌ، وتعاليم الديانات جميعها تُلقي الضوء على جوانب مختلفةٍ من حقيقةٍ واحدةٍ. فالدين الإلهي بحسب الاعتقادات البهائية هو دينٌ واحدٌ يتم تقديمه تدريجيًا للبشرية مع مرور الزمن، حسب احتياجات البشر في كل زمانٍ ومكانٍ. فالوحي الإلهي والرسالات السماوية هي عمليةٌ مستمرةٌ متصلةٌ غير منقطعةٍ، تقود البشرية إلى حضارةٍ دائمة التقدم.
وفقًا للعقيدة البهائية، فإن الأنبياء والرسل، من خلال عمليةٍ مستمرةٍ وتدريجيةٍ، وبناءً على قدرة الاستيعاب البشري، واحتياجات وظروف كل زمانٍ ومكانٍ، يقدمون التعاليم والإرشادات اللازمة لتطور الإنسان الاجتماعي والروحي والنهوض بقدراته ومسؤولياته. ضمن هذا المفهوم، يتم تقديم الحقيقة والتعاليم الدينية تدريجيًا بما يتناسب مع القدرة الروحية للبشر في كل نقطةٍ ومرحلةٍ من التاريخ. وتظهر الاختلافات بين الأديان في التعاليم الاجتماعية وأحكامها، والتي من الممكن أن تختلف حسب درجة النضج الاجتماعي والروحي للبشر، والظروف الخاصة للمجتمع الذي ظهر فيه دينٌ معينٌ. وسببٌ آخر للاختلافات بين الأديان هو المفاهيم الخاطئة والتفسيرات التي تراكمت على مر القرون من قِبل أتباع الديانات، والتي شوّهت حقيقة ذلك الدين فيما بعد.

### استمرارية الهداية الإلهية وتتابع الرسالات
استمرارية الهداية الإلهية هي أحد التعاليم الأساسية في الدين البهائي. هذا التعليم هو تذكيرٌ بأن الله أمينٌ لعهده العام. وفقًا للعقيدة البهائية، يرسل الله دائمًا الأنبياء والمرسلين للبشرية في عمليةٍ تدريجيةٍ وتطوريةٍ مع تعاليم تقدمية ومناسبة لذلك الوقت، يقدمون التعاليم والإرشادات اللازمة لتطور الإنسان الاجتماعي والروحي، والنهوض بقدراته ومسؤولياته، بما يتناسب مع حالة الزمان والمكان التي يظهر فيه. فالله يتجلّى في هذا العالم من خلال ظهور رسله وأنبيائه تترًا في دوراتٍ لرسالاتٍ متعاقبةٍ، من خلال عمليةٍ مستمرةٍ وتدريجيةٍ. ضمن هذا المفهوم، يتم تقديم الحقيقة والتعاليم الدينية تدريجيًا بما يتناسب مع القدرة الروحية للبشر في كل نقطةٍ ومرحلةٍ من التاريخ. فالأديان مترابطة مع بعضها كحلقاتٍ في سلسلةٍ مترابطةٍ؛ فهي عملية تعاقب الرسالات الآخذة في التطور، ومع ظهور أي دينٍ، يتم إحياء «الحقائق الأبدية» (المبادئ الروحية والأخلاقية) التي أغفلها أتباع الدين السابق مع مرور الوقت وتمسكهم بالتقاليد التي أبعدتهم عن حقيقة الدين. من هذا المنطلق، يمكن تشبيه الظهور المتعاقب للأديان بقدوم الربيع؛ فمع قدوم كل ربيعٍ يعمّ الوجود طاقةٌ وحيويةٌ جديدةٌ مزدهرةٌ لتحلّ محلّ برودة وموت الطبيعة في الشتاء السابق. في تعاليم بهاء الله، الحقائق الدينية نسبيةٌ وآخذةٌ في التطور، مما يعني أن التعاليم الدينية تتغير من خلال الظهور المستمر للأديان بتعاقبٍ يواكب العصر وتطوّر فهم الإنسان. والغرض من ظهور المرسلين والأنبياء هو ظهور النعم والبركات الإلهية، والرقي الروحي للإنسان من أجل سمو روحه وترقيها في هذا العالم وإعداده للعالم الآخر.
ترجع الاختلافات بين الأديان في التعاليم الاجتماعية وأحكامها، والتي تختلف حسب تطور الإنسانية ودرجة النضج الاجتماعي والروحي للبشر، والظروف الخاصة للمجتمع الذي ظهر فيه ذلك الدين؛ فالتعاليم التي تصلح لمرحلةٍ من مراحل التطور لا تصلح لمرحلةٍ لاحقةٍ، مما يستدعي تعاليم جديدةٍ. وسببٌ آخر للاختلافات بين الأديان هو المفاهيم الخاطئة والتفسيرات التي تراكمت على مر القرون من قِبل أتباع الديانات، والتي شوّهت حقيقة ذلك الدين فيما بعد. لقد تطورت البشرية تدريجيًا، مستفيدةً من التوجيه الإلهي الذي يأتي إليها مع ظهور الأديان المتتالي، ووصلت إلى دوائر الوحدة الأكثر انتشارًا والتي تشمل الأسرة، والقبيلة، والمدينة، والأمة. وفقًا لهذا المفهوم، يؤمن البهائيون بالأصل الإلهي لجميع الديانات الرئيسية في العالم ويعتبرون الأديان مراحل مختلفةً لعمليةٍ تربويةٍ عظيمةٍ. يعتقد البهائيون أيضًا أن بهاء الله هو آخر مظاهر الوحي الإلهي لهذا الزمن، ولكنه ليس الأخير إطلاقًا، وأنه من خلال تعاليمه يمكن للإنسان أن يصل إلى مستوىً أعلىً من الوحدة والنضج الجماعي.

### العهد والميثاق
العهد هو اتفاقٌ بين أفرادٍ أو جماعاتٍ يربط الطرفين معًا بقبول سلسلةٍ من المسؤوليات المتبادلة. مفهوم العهد في الأديان يشير إلى عهدٍ رمزيٍ بين الله وأتباع ذلك الدين. وقد أشارت الكتابات الدينية العالمية المقدسة إلى اتفاقيةٍ روحانيةٍ فيما بين الله والإنسانية. تشير كتابات بهاء الله إلى وجود اتفاقيتين متلازمتين بين الله والإنسان. فهناك العهد العام أو العهد الأكبر، وفيه يعِد الله ألا يترك البشرية وشأنها وأن يرسل إرشاده باستمرارٍ، وتلتزم البشرية بدورها بطاعة تعاليم الله والعمل وفقًا لها متى أرسل الله رسالته. ويتم هذا العهد بين كل رسولٍ يأتي من عند الله وبين أتباعه فيما يتعلق بالتدبير التالي وتتابع الرسالة الإلهية. وهناك العهد الخاص أو العهد الأصغر، والذي يتعلق بالخلافة في الدين نفسه، حيث يحدّد كل نبيٍّ مسألة الخلافة والقيادة بعد وفاته، ويطلب من أتباعه اتباع الخليفة المعيّن.
باعتقاد البهائيين، الغرض من العهد الخاص في البهائية، المعروف أيضًا باسم العهد الأصغر، هو الحفاظ على وحدة المجتمع، ومواصلة عملية الإرشاد وشرح معاني آثار وكتابات بهاء الله. ترك بهاء الله تعليماتٍ صريحةً، واضحةً، ومكتوبةً في وصيته التي خطها بيده "كتابُ عهدي" بخصوص مسؤولية قيادة المجتمع البهائي من بعده، وحولّه إلى ابنه الأكبر عبد البهاء، وبذلك أصبح عبد البهاء وليًا للدين البهائي وهو الوحيد الذي أنيطت له صلاحية ومسؤولية تفسير نصوص وكتابات بهاء الله. ثم عهد عبد البهاء بدوره حسب وصيته في «ألواح الوصايا» بهذه المسؤولية على عاتق حفيده شوقي أفندي. وأخيرًا، كما تم تحديده، أوكلت إلى بيت العدل الأعظم، والذي تم ذكره كأعلى هيئةٍ تشريعيةٍ في كتابات بهاء الله، ويوضّح عبد البهاء كيف يتم انتخابه من قبل المحافل المركزية. ليس في الدين البهائي نظام كهنةٍ أو رجال دينٍ من أي نوعٍ، وبدل ذلك، يُدير الجامعة البهائية سلسلةٌ من السلطة المباشرة ابتداءً من الباب، إلى بهاء الله، وعبد البهاء، وشوقي أفندي، وانتهاءً ببيت العدل الأعظم الذي تنتخبه انتخابًا ديموقراطيًا المؤسسات المركزية القائمة في الجامعة البهائية في أنحاء العالم. مبدأ العهد يتطلب من البهائيين البقاء مخلصين في جميع الأوقات للسلطة المخصصة لحكم المجتمع وتوجيهه. ووفقًا لهذا المبدأ، فإن رفض اتباع تلك السلطة تعني رفض بهاء الله بحد ذاته. هذا المبدأ يحافظ على تماسك ووحدة المجتمع البهائي ويحميه من الانشقاق والانقسام.
مع وفاة بهاء الله، دخل الدين البهائي مرحلةً في تطوره كانت إيذانًا بظهور ما يعتبره البهائيون السمة المميزة لدينهم. كان هذا هو نقل بهاء الله الصريح للسلطة من أجل إنشاء نظامٍ مؤسسيٍ مصممٍ لتوجيه وحماية وتوسيع المجتمع البهائي الناشئ. وبسبب هذا النظام بشكلٍ أساسيٍ، أفلت الدين البهائي من الانقسام إلى طوائف. ويتم تشجيع جميع البهائيين على قراءة كتبهم المقدسة بأنفسهم والتوصل إلى فهمهم لها. إن ما يمنع الدين من التفتت إلى عددٍ كبيرٍ من الانقسامات هو الولاء المتوقع من كل بهائيٍ لرأس الدين، وهو في الوقت الحاضر المجلس المنتخب دوليًا والذي يُسمى ببيت العدل الأعظم. في حين أن جميع البهائيين يمكن أن يكون لديهم فهمهم الخاص لنصوصهم المقدسة، لا يُسمح لأحدٍ أن يدّعي أن فهمه موثوقٌ. بيت العدل الأعظم نفسه، بشكلٍ عامٍ، يجتنب عن الإدلاء بتصريحاتٍ لاهوتيةٍ، ويهتم بشكلٍ أساسيٍ باتخاذ القرارات الاستراتيجية والتنظيمية في الأمور التي تتعلق بإدارة الجامعة البهائية على مستوى العالم. ومع ذلك، قد تصدر أحكامًا في القضايا التي توجد فيها خلافاتٌ بين البهائيين، خاصةً إذا كانت تعتقد أن هناك خطر الانقسام. هذا الولاء لمركز الدين هو عقيدة العهد، وبالنسبة للبهائيين، فإن أكبر جريمةٍ روحيةٍ هي كسر العهد.
نظرًا لأهمية العهد والميثاق في البهائية وتجنب الانشقاق في الدين، تم توثيق نقل السلطة بشكلٍ واضحٍ جدًا في العقيدة البهائية، لذا لا يوجد طوائف في الدين البهائي في الأساس. تم طرد عدد قليل من الأفراد والجماعات من تبعية الدين بسبب انتهاك ميثاقها، لكن الباحثين لا يعتبرون هذه المجموعات طوائف؛ فهي صغيرةٌ للغاية، وتمثل إجمالًا مئات الأفراد، وليس لهم حياة جماعية وممارسات دينية مشتركة، وغالبًا سريعة الزوال. بالنسبة للبهائيين، لا يمثّل العهد والميثاق مجرّد اتفاقيةٍ مبرمةٍ ملزمةٍ، بل هي تلك القوة الروحية التي ستصون وحدة الجامعة البهائية في كل عهدٍ، إذ يُعدّ الأساس المتين الذي يقوم عليه تطوير الدين في المستقبل.

### مراحل تطور البشرية عبر التاريخ
توضح الكتابات البهائية بأن البشرية مرت بمراحل من التطور والنمو بحيث تزايد فيها مستوى اتحادهم تدريجيًا من القبيلة إلى المدينة إلى تأسيس الدول. وكان لمؤسسي الأديان تأثيرٌ كبيرٌ في تطور البشرية. ويُنظر إلى هؤلاء المؤسسين على أنهم مرشدوا الإنسانية في تطورها، والتعاليم التي جاء بها كلٌ منهم ساعدت على تطور الفكر والثقافة والعمران والعلوم والفنون كلٌ حسب الزمان والمكان الذي ظهر فيه.
وكما هو مذكورٌ في الكتابات البهائية فقد تطورت الإنسانية خلال مراحلها البدائية المشتركة إلى الطفولة ثم المراهقة وصولًا إلى ما يصرح به بهاء الله مرحلة النضج الجماعي والتي تتميز بإدراك وحدة العالم الإنساني ونشوء الوعي بالشمولية العالمية، والوعي بجوانب الحقيقة المادية والروحانية معًا. لقد صرح بهاء الله في كتاباته بأن الجميع قد خُلقوا ليساهموا في بناء حضارةٍ دائمة التقدم. لذا يؤمن البهائيون بأن الحضارة التي نادى بها بهاء الله لا تقتصر على التطور المادي فحسب، بل تشمل التطور الروحاني أيضًا.
طرح الدين البهائي رؤيةً مستقبليةً لرابطة الشعوب عالميًا تسعى نحوها البشرية منذ القدم. في عالمٍ كهذا سيتأسس السلام العالمي، وسيشمل الازدهار جميع شعوب العالم، وتعم العدالة، وستزدهر الفنون والعلوم، وستنكشف حضارةٌ عالميةٌ تسودها المحبة والوئام. ورغم ما تمر به البشرية اليوم من ظلامٍ، ولكن يؤمن البهائيون بأن أنوارالعدالة ستشرق وتعم الجميع، والمسار الذي يمر به البشرية اليوم سيؤدي إلى اتحادٍ سياسيٍ واجتماعيٍ وروحانيٍ لطالما كان في صلب تعاليم جميع الأديان، ووصفه بعض الفلاسفة والشعراء وأصحاب الرؤى على مر التاريخ. وتؤكد الكتابات البهائية بأن بزوغ مجتمعٍ عالميٍ كهذا ليس مرغوبًا لدى شعوب العالم فحسب، بل وعدٌ سيتحقق حتمًا، وستتمكن البشرية من تحقيقه عن طريق تطبيق تعاليم بهاء الله التي جاءت لهذا الغرض، والتي هي مناسبةٌ لمرحلة تطور الإنسانية في الوقت الحاضر.

### وحدة الجنس البشري
يعتقد البهائيون بأن الجنس البشري واحدٌ، وأن البشر متساوون مثل ثمار الشجرة الواحدة وأوراق الغصن الواحد، فقد صرّح بهاء الله: «كلكم أثمار شجرةٍ واحدةٍ وأوراق غصنٍ واحدٍ. تعاملوا مع بعضكم البعض بأقصى درجات الحب والانسجام والألفة والمودة». وتجد في المصادر البهائية بأن البشر هم جميعًا أعضاء عائلةٍ إنسانيةٍ واحدةٍ، ويعتبر شوقي أفندي مبدأ وحدة الجنس البشري جوهر جميع التعاليم البهائية.
تنصّ الكتابات البهائية أن هناك إنسانيةٌ واحدةٌ وأن الناس متساوون أمام الله. وتؤكد العقيدة البهائية على وحدة الإنسانية التي تتجاوز كل تقسيمات العرق والأمة والجنس والطائفية والطبقة الاجتماعية والدين وغيرها، مع الاحتفاء بتنوعها. يقول عبد البهاء أن توحيد البشر أصبح اليوم «القضية والمسألة الأساسية في الظروف الدينية والسياسية في العالم». كما تؤكد الكتابات البهائية على الوحدة البيولوجية والروحية للبشر، هذه الوحدة هي حقيقةٌ روحيّةٌ تؤكِّدها العلوم الإنسانيّة أيضًا؛ فعلم الإِنسان، وعلم وظائف الأعضاء، وعلم النّفس تعترف بانتماء الإنسان إلى أصلٍ واحد، رغم أَنَّ المظاهر الثّانويّة لحياته تختلف وتتنوَّع بصورةٍ لا حصر لها ولا عدّ.
يوضّح عبد البهاء أن النموذج الملحّ للتداخل والتكامل للثقافات في العالم والشعوب يكمن في خاصية التّشكيل والتّنسيق الذي يتسم بهما الجسم البشري. فهذا الكائن الذي يحتوي على الملايين من الخلايا ذات التّنوع الهائل من حيث الشكل والوظيفة تعمل كلّها في تعاونٍ وتنسيقٍ لتجعل من الوجود البشريّ ممكنًا. فكلّ خليةٍ مهما صَغُرت لها دورٌ تقوم به في المحافظة على سلامة الجسم، ومنذ البداية ترتبط كلٌّ منها بعمليةٍ من الأخذ والعطاء مستمرّة مدى الحياة.
يعتقد البهائيون بأن التحيزات وسوء الفهم التي تجعل مجموعةً من الناس تعتقد بأنها متفوقةٌ على الآخرين تسبب العديد من المشاكل. في اعتقادهم، لا توجد جماعةٌ عرقيةٌ أو ثقافيةٌ أو دينيةٌ أفضل من غيرها، فكل البشر خُلقوا شرفاء والجميع متساوون عند الله. وعليه فإن وحدة الجنس البشري هي إحدى أهم تعاليم بهاء الله وعليه تتمحور التعاليم الأخرى.
إن مبدأ وحدة الجنس البشري في البهائية لا تعني فرض التوحيد والتماثل، فالكتابات البهائية تعزز مبدأ الوحدة في التنوع والتناغم في التعدد. فالتنوع العرقي والثقافي والفكري وغيرها من أشكال التنوع جميلٌ وهو موضع تقديرٍ. وقد شبّه عبد البهاء التنوع بين البشر بالحديقة المليئة بالأزهار المختلفة الألوان والأشكال، وهذا التنوع هو ما يجعلها أكثر جمالًا وحيويةً.

### الوحدة في التنوع
بينما تتحدث الكتابات البهائية عن وحدة العالم وشعوبه، فإن الوحدة لا تعني التوحيد، بل تؤكد الكتابات البهائية على قيمة التنوع الثقافي والوطني والفردي من خلال مبدأ الوحدة في التنوع الذي ينص على أن مع الاعتراف بوحدة الجنس البشري، يجب الاحتفاء بالتنوع الثقافي. تُوصَف الوحدة في التنوع بشكلٍ شائعٍ في الكتابات البهائية بتنوع أزهار الحديقة الواحدة، حيث تضيف ألوان وأشكال الأزهار المختلفة إلى جمال الحديقة وصفائها.

### الطبيعة البشرية
من وجهة النظر البهائية، فإنَّ الطبيعة الإنسانية هي روحيةٌ في جوهرها، لذا فإنَّ أساس قدرات الإنسان تنبع من الطاقات الكامنة في الروح الإنسانية. بعبارةٍ أخرى فإنَّ شخصية الإنسان وقدراته الفكرية والروحية تكمن في الروح حتى لو تم التعبير عنها بواسطة الحواس خلال فترة حياته القصيرة على وجه الأرض. يعتقد البهائيون بأنَّ الغرض الحقيقي للحياة على هذه الأرض هو الإعداد روحيًا، لأنَّ الحياة هي مرحلة تطورٍ يجب من خلالها التركيز على تطوير وتنمية حياة الروح والقدرات الفكرية والذهنية.
توضح الكتابات البهائية بأن الإنسان خُلِق نبيلًا. فالكائن البشري في الأساس لديه القدرة على أن يعكس الصفات الروحانية النبيلة، ويمتلك العقل والوجدان، بالإضافة إلى القدرة على البحث والفهم والتعاطف وخدمة الصّالح العام. وقد تم تشبيه الإنسان في الكتابات البهائية بمنجمٍ ملئٍ بالأحجار الكريمة، وبالتربية تظهر هذه الصفات والكمالات الإنسانية إلى عالم الوجود وينتفع منها الجميع.
وبما أن جسم الإنسان مكوّنٌ من عناصر مختلفةٍ، وتؤدي وظائف متعددةٍ مثلما الحال في الحيوان، فإنه يتعرض خلال حياته إلى صعوباتٍ، ولديه حاجاتٌ جسميةٌ مثل الحيوانات، كالجوع، والرغبة الجنسية، والخوف، والألم، والغضب، والمرض.. إلخ. هذا الوضع يؤدي إلى خلق توترٍ وجهدٍ داخليٍ حيث إنَّ الاحتياجات الجسمانية والرغبات النفسية تدفع الفرد إلى التصرف بدنوٍ، بينما تدفعه الطبيعة الروحية نحو أهدافٍ ساميةٍ. لقد ذكر بهاء الله بأنَّ العمل والمثابرة لكبح جماح الرغبات الجسمانية وتوجيهها للاتجاه الصحيح هو أمرٌ ضروريٌ لعملية نمو الروح وتطورها. ومن أجل الوصول إلى درجة الكمال والاعتدال في الحياة يجب التوفيق والتلاؤم بين الاحتياجات الجسمانية والروحية. إنَّ الدين البهائي لا يُقرّ بأنَّ الرغبات الجسمانية للإنسان شريرةٌ أو سيئةٌ، ذلك لأنَّ مخلوقات الله سبحانه وتعالى خيرٌ محضٌ في جوهرها. وفي الواقع إنَّ الهدف الرئيسي لجسم الإنسان وقدراته هو أن يكون أداةً جيدةً لتطوير وتنمية روحه. ومع استمرار تحكّم الروح بطاقات وقِوى الجسم، يصبح الجسم وسيلةً للتعبير عن الإمكانيات الروحية له، وتصبح الأهواء النفسية والشهوات عائقًا لرقي الروح وتقدمها.
ونظرًا لأنَّ الجسم هو الوسيلة لتجلّي الروح الإنسانية، فمن الأهمية الاهتمام والعناية به. فبهاء الله لا يشجع على الزهد والتقشّف وإنَّما يركز على المحافظة على صحة الجسم، ولهذا نلاحظ بأنَّ الكتابات البهائية احتوت على عددٍ من الأحكام العملية الخاصة بالعناية بالجسم مثل التغذية السليمة، الاستحمام المنتظم وتقليم الأظافر وغيرها. هذه الأحكام وغيرها من أحكام وتعاليم الدين البهائي تأخذ مبدأ الاعتدال فيها حيّزًا كبيرًا من حيث الأهمية، لأنَّ الأمور تكون ذات فائدةٍ ومنفعةٍ عندما يعتدل المرء في إجرائها، ومضرةً عندما يتطرف في تنفيذها.

### حياة الروح وبقائها
يؤمن البهائيون ببقاء الروح، والغرض من الحياة هو تنمية القدرات الكامنة في الروح الإنسانية واكتساب المواهب الروحانية التي تحتاجها لاستمرارية الحياة في العوالم الأخرى. فالحياة الحقيقية من المنظور البهائي هي حياة الروح، وما الجسد إلا وسيلةٌ وأداةٌ لتقدم وتطور الروح في هذا العالم الناسوتي.
حسب كتابات بهاء الله، الفرق بين الدنيا والعالم الآخر يشبه الفرق بين عالم الجنين (الرحم) وهذا العالم. يوضّح عبد البهاء كما أن الأيدي والأقدام والأعين والأذنين والأعضاء الأخرى للإنسان تنمو في عالم الرحم وتهيئ الإنسان للحياة في هذا العالم، كذلك تنمو الصفات الروحانية للإنسان هنا، مثل الحب والخدمة والتواضع والعطاء وما إلى ذلك، لتعدّه للحياة في العالم الآخر.
يعتقد البهائيون بأن الروح منفصلةٌ عن الجسد، وتستمر في الازدهار والرُقي في عالم الروح بعد انقطاع علاقتها بالجسد، أي بعد الموت. ينظر البهائيون للعلاقة بين الروح والجسد كالعلاقة بين النور والمرآة، فهذا النور الذي نراه في المرآة ما هو إلا انعكاسٌ للنور الذي يأتي من مصدرٍ آخرٍ، وعندما تنكسر المرآة يستمر النور في الإضاءة.
وتذكر الكتابات البهائية بأن هناك عوالم لا متناهية وراء هذا العالم المادي الناسوتي، والأرواح البشرية تمضي في رقيها عبر تلك العوالم للتقرب إلى الخالق عزّ وجلّ، وعملية التقرب المتعاقبة هذه تفرض على الروح التعرف على خصائصها وقِواها الكامنة وهي لا تزال تعيش في هذا العالم الناسوتي، فالحياة بجميع مراحلها ومظاهرها ما هي إلا تهيئة الروح وتهذيبها لحياتها الأبدية في جميع العوالم.
حسب الاعتقادات البهائية، إن رقي الروح في العوالم الأخرى ترجع إلى الفيوضات الإلهية ورحمته، وكذلك إلى الأعمال الصالحة والخيرات والمبرات التي يتم تقديمها باسم الفقيد في هذا العالم، وكذلك عن طريق الأدعية والمناجاة التي تتلى في ذكراه.

### الحياة التعبدية
إن العبادات بأنواعها متأصلةٌ في الحياة الدينية، ومن خلالها يستطيع الأفراد والجامعات تعزيز الرابطة الفريدة القائمة بين الخالق والبشر. هذه الرابطة تبعث بالحيوية في العلاقات التي تعزز المجتمع وتحافظ عليه – فيما بين الأفراد ومختلف عناصر الجامعة ومؤسساتها. يعتقد البهائيون بأن الدعاء والمناجاة ضروريٌ لنمو الفرد الروحاني وحيويته، فمن خلاله يمكن للمرء أن يتواصل مع الله ويعبّر عن محبته له، ويلتمس منه التأييد. والدعاء مرتبط أيضًا بتحول الفرد ونموه روحانيًا عن طريق تنمية الصفات الروحانية والتي يجب أن تنعكس على تفاعل الفرد مع الآخرين. إن القدرة على التأمل والتفكّر سمةٌ مميّزةٌ للوجود الإنساني؛ والآثار الكتابية البهائية تشير إلى أن التقدم البشري يستحيل تحققه دون التأمل والتفكر.
إن الصلاة والدعاء تعتبران جزءًا لا يتجزأ من الحياة البهائية سواء أكان ذلك على مستوى الفرد أو المجتمع أو المؤسسات. يعد الصوم والحج أيضًا من شعائر التعبد التي أدت دورًا هامًا في الحياة الدينية على مدى تاريخ البشر. كما أن العمل واحتراف المهن أيضًا يمكن اعتباره من العبادات عندما يُؤدى بروح الخدمة.
يجتمع البهائيون أيضًا مع أصدقائهم في جلساتٍ توحدهم الرغبة في مشاركة الكلمة الإلهية معًا. وتعمل جلسات التعبد والدعاء هذه على إيقاظ الأحاسيس الروحانية لدى المشاركين وتعزيز حس الخدمة المتفانية وأهمية المساهمة في التقدم الاجتماعي للمنطقة التي يعيشون فيها، وبإرفاق هذه الجلسات مع أعمال الخدمة التي يقوم بها مشاركيها، تساعد في تشكيل نمطٍ من الحياة المجتمعية تُبَثُّ فيها روح التعبّد وتساعد في تطوير المجتمع المحلي ماديًا ومعنويًا.
وتقع العبادة والخدمة في صلب نمط حياة المجتمع الذي يسعى البهائيون المساهمة في تطويره في شتى أنحاء العالم. وهما عنصران متميزان لا يمكن فصلهما في دفع حياة المجتمع قدمًا. ويتجسد تكامل مفهوم العبادة والخدمة في مؤسسة مشرق الأذكار (المعبد البهائي). إذ يتألف هيكل مشرق الأذكار من مبنىً مركزيٍ يشكّل نقطةً محوريةً للعبادة في منطقةٍ ما، وتُحيط به ملحقاتٌ لتوفير التعليم والرعاية الصحية وغير ذلك من الخدمات المعنية بالتقدم الاجتماعي والاقتصادي للمجتمع. وعلى الرغم من قلة عدد مشارق الأذكار في العالم في الوقت الحالي، إلا أنه سيتم إنشاء العديد منها في عددٍ متزايدٍ من المجتمعات، وفي المستقبل سوف يستفيد كل مجتمعٍ محليٍ من مثل هذا الصرح الذي يجمع القلوب تحت سقفٍ واحدٍ، كلٌ يدعو بارئه وخالقه، ويمارس عبادته بطريقته الخاصة، أيًا كانت ديانته ومعتقده، ويساهم بدوره في تقدم المجتمع الذي ينتمي إليه.

### المساهمة في تقدم الحضارة الإنسانية
لقد أخبر بهاء الله أتباعه أن يضعوا جلّ همّهم في احتياجات العصر الذي يعيشون فيه وأن تتمحور مشاوراتهم حول لوازمه ومتطلّباته. لذا، نادى بهاء الله بالعمل من أجل خير العموم، وبناءً على ذلك فإن البهائيين يسعون منذ وقتٍ طويلٍ للمساهمة في العمليّات الراميّة للتقدم الاجتماعي على المستوى المحلي والوطني والعالمي من خلال اتخاذ مبادراتٍ ملموسةٍ في أحيائهم وقراهم ومجتمعاتهم.

## من التعاليم والمبادئ البهائية
تشمل التعاليم والمبادئ البهائية عددًا كبيرًا من التصريحات والأفكار اللاهوتية والاجتماعية والروحية التي أسسها بهاء الله مؤسس (شارع) الدين البهائي، وأوضحها عبدالبهاء، نجل بهاء الله ومبيّن آثاره، وكذلك شوقي أفندي حفيد عبد البهاء. وقد دونت تلك التعاليم في الكتابات البهائية المختلفة.

### المعنى الاصطلاحي
يعرف مصطلح «المبادئ البهائية» في المدونات الرسمية التابعة للإدارة البهائية على أنها الأصول المستخلصة من الكتابات المنزّلة في الدّور البهائي، والّتي يعتبرها البهائيّون هاديًا لهم وتوجيهًا إلهيًّا يحدّد معالم الشّوط الحاليّ من المسيرة الإنسانيّة، ويجدون فيها الأساس الذي ستشاد عليه الحضارة العالمية المقبلة. فالمبادئ بهذا التصور هي بمثابة أهدافٍ تدور حولها وتسدّد إليها جهود وموارد وإمكانيات كلٍّ من الأفراد والجماعات على السّواء. ويضع البهائيون مبادئ وأحكام دينهم موضع التّنفيذ، ويركزون جهدهم لتحقيق مضمونها في حياتهم اليوميّة.

### المبادئ الأساسية
كثيرًا ما ترد المبادئ التالية كموجزٍ سريعٍ للتعاليم البهائية. وهي مستمدةٌ من نصوص الخطب التي ألقاها عبدالبهاء خلال جولته في أوروبا وأمريكا الشمالية خلال الأعوام 1911م- 1913م. وتُعد تلك القائمة غير رسمية، وإن كانت تتكرر في مدوناتٍ بهائيةٍ رسميةٍ أحيانًا بزيادةٍ أو نقصانٍ بعض البنود الواردة.

#### التحرّي الشخصي عن الحقيقة وترك التقليد والتبعية
وضّحت كتابات بهاء الله بأن البحث عن الحقيقة بشكلٍ مستقلٍ هو من أهم الواجبات الأساسية لكل فردٍ. وأكد بهاء الله مرارًا بأن على المرء أن يرى العالم بعينه وليس بأعين الآخرين. تنص التعاليم البهائية على أنه ينبغي على المرء أن يبحث بنفسه عن الحقيقة بدلًا من التقليد الأعمى للآخرين أو الاعتماد على الخرافات والتقاليد كمصادر للمعرفة. فالإنسان لديه القدرة على تمييز الحقيقة، ويمكن للمرء أن يفحص في الأمور ويصل إلى الحقيقة باستخدام قوة العقل والحكمة التي منحها الله له. تنص الكتابات البهائية على أنه من أجل التحري الحقيقي عن الحقيقة، على المرء أن يتخلى عن التعصبات والتحيزات، وبما أن الحقيقة الأساسية الكامنة وراء الحقيقة واحدة، فإن التحقيق المستقل سيكون أيضًا خطوة قوية نحو تحقيق الوحدة بين البشر.
إن الروح الإنسانية تتوق إلى كشف الحقيقة ويجب أن تتمتع بكامل الحرية لتقصّي المعرفة. إن السعي لإدراك الذات والسبب من الوجود، وكيف يجب أن يعيش المرء، كل ذلك يعد حافزًا أساسيًا في الضمير الإنساني. إن هذا البحث لمعرفة الذات ومعانيها هو من جوهر الحياة نفسها، والرغبة المتأصلة في الإنسان لتحري الحقيقة حق كل إنسان وواجب عليه.
إن هذا المبدأ يساعد الفرد أيضًا على اختيار الدين الذي يراه مناسًبا لاحتياجاته، وتنص الكتابات البهائية بأن من واجبات كل فرد (ذكر أو أنثى) حرية اختيار عقيدته بعد سن البلوغ (أي سن 15). يجب البحث عن الحقيقة دون تقليد الآخرين، حتى الوالدين.
مثال آخر للبحث المستقل عن الحقيقة هو أنه لا يوجد رجال دينٍ في البهائية، وكل بهائيٍ مسؤول عن توطيد علاقته مع الله والخلق حسب فهمه للأمور وإدراكه للحقائق.

#### المساواة بين الرجل والمرأة
يقول بهاء الله في كتاباته بأن الرجل والمرأة متساويان عند الله ولا يوجد جنسٌ أفضل من الآخر. فالكتابات البهائية تشير بأن الإنسان مخلوقٌ روحاني، والرجال والنساء كلاهما من خالقٍ واحدٍ وروحٍ واحدةٍ، ولا يتمتع أي منهما بامتيازٍ أو تفوقٍ على الآخر بسبب جنسه.
يرى البهائيون بأن المساواة بين النساء والرجال ومشاركتهم في مختلف المجالات شرطٌ أساسيٌ لتحقيق الوحدة والسلام والتقدم الاجتماعي في العالم. فمن وجهة النظر البهائية، عدم المساواة بين الرجل والمرأة لا يعيق تقدم المرأة فحسب، بل يعيق تقدم المجتمع ككل، ويضر أيضًا بتقدم الرجال. وضّح عبد البهاء أن كلًا من الرجل والمرأة يمتلكان نفس الإمكانيات للفضائل والذكاء، وتوضّح الكتابات البهائية بأنه مثلما يمكن للطائر أن يطير فقط عندما يكون كلا الجناحين قويين، فإن نجاح وازدهار البشرية لا يمكن أن يحدث إلا عندما تتقدم المرأة جنبًا إلى جنب مع الرجل. بالنسبة للبهائيين فإن مبدأ المساواة بين الرجل والمرأة لا يقتصر على اتخاذ الترتيبات اللازمة لمشاركة المرأة في الهياكل والأنظمة العالمية الحالية فحسب، ولا تعتبر أنه من الكافي السعي من أجل النهوض بالمرأة إلى مستوى الرجل فحسب، ولكن هناك ضرورةٌ ماسةٌ لإيجاد تغييراتٍ جذريةٍ في الأنظمة الاجتماعية التي تعزز خصائص معينة مثل الهيمنة، والتنافس العدائي الساعي للسلطة، ليفسح المجال للحب والخدمة والعمل المشترك، وهي السمات التي ترى الكتابات البهائية المرأة فيها قويةً بالفعل.
وبينما تؤكد التعاليم البهائية على المساواة الروحية والاجتماعية للمرأة والرجل، ولكن هناك بعض جوانب التمايز بين الجنسين في مجالاتٍ معينةٍ من الحياة. يُنظر إلى الرجال والنساء على أنهم يتمتعون بقوى وقدرات جسمانية مختلفة تمكّنهم من القيام بأدوارٍ مختلفةٍ بشكلٍ أفضلٍ. على سبيل المثال تتميز المرأة بقدراتها البيولوجية للأمومة، وبالتالي تنص التعاليم البهائية على أنه يجب إعطاء الفتيات الأولوية في التعليم حيث تعد الأم المربية الأولى للأطفال.

#### نبذ كل أنواع التعصبات
الدين البهائي يشجّع القبول والانفتاح الثقافي والديني. يعتقد البهائيون بأن قبول مبدأ وحدة الجنس البشري يتطلب القضاء على جميع أنواع التحيزات والتعصبات بما في ذلك العنصرية والطبقية والعرقية والدينية والجنسية وغيرها من التحيزات. تشير المصادر البهائية إلى أن التحيز يؤدي إلى تشكيل صورةٍ خاطئةٍ عن الآخرين ولا تسمح للأفراد برؤية جميع البشر على أنهم متساوون ونبلاء.

تنشأ التعصبات أساسًا في العقل البشريّ. عادةً ما يحدث التحيّز عندما يشعر الشخص بإحساسٍ قويٍ بالانتماء إلى مجموعةٍ وتفوقها على الآخرين، ويطوّر صورةً سلبيةً عن الآخرين، بغض النظر عن خصائصهم الفردية التي تميزهم. يعتقد البهائيون أنه من أجل مكافحة مختلف أشكال التعصبات، يجب تنمية أنماط من التفكير واللغة والعمل التي تعزز وحدة الجنس البشري. وتؤكد الكتابات البهائية على الوحدة البيولوجية والروحية للبشرية. كتب بهاء الله:
«كلّكم أثمار شجرة واحدة وأوراق غصن واحد. فلتسلكوا معًا بكمال المحبة والاتّحاد والمودة والاتّفاق».
تنص الكتابات البهائية على أنه بما أن الجنس البشري هو وحدة عضوية موحدة، فجميع الناس لديهم نفس القدرات الأساسية، وأن الاختلافات الظاهرية، مثل لون الجلد، تعتبر سطحيةً، ولا تجعل مجموعةً عرقيةً متفوقةً على أخرى، بينما تثري تنوع الجنس البشري.

#### تطابق العلم والدين
الانسجام بين العلم والدين هو أحد المبادئ الأساسية للبهائيين. إن الكتابات البهائية لا ترى أن العلم والدين متناقضان، ولكنها تؤكد الانسجام الأساسي بين الأثنين. توضح كتابات بهاء الله أن الحقيقة واحدة، وأن العلم والدين وسيلتان لمعرفة الحقيقة وفهمها. في وجهة نظر البهائيين، يجب الرجوع إلى كلٍ من العلم والدين لفهم الحقائق. فالدين والعلم هما مصدران للمعرفة ويلعبان دورًا مكملًا، ويساعدان معًا على تحقيق تقدم الحضارة.
لقد أكد عبد البهاء أن العلم بدون الدين يؤدي إلى المادية البحتة، والدين بدون العلم يؤدي إلى الخرافات؛ كما أكد أن قوى التفكير والتحليل مطلوبة لفهم حقائق الدين. وأدان عبد البهاء الحضارات القائمة فقط على المعتقدات المادية وقال بأنها ستؤدي إلى مشاكل أخلاقية وتنهار في النهاية.

#### التعليم العام الإلزامي
هناك تركيزٌ قويٌ على أهمية التعليم في الكتابات البهائية، ويعتبر التعليم أحد العوامل الرئيسية في التطور الروحي والمادي للفرد والمجتمع. تنص كتابات بهاء الله على أنه من خلال التعليم يتم تنمية قدرات الأفراد وصقل مواهبهم. ويعتبر تعليم الأطفال من أحد الواجبات الرئيسية للوالدين في الدين البهائي فهو إلزاميٌ ولا يمكن التهاون فيه، مع التركيز بشكلٍ خاصٍ على تعليم البنات لأنهم كأمهات سيربون الجيل الواعد في المستقبل.
وتؤكد تعاليم بهاء الله على ضرورة التربية الروحية والأخلاقية إلى جانب التعليم الإنساني أي اكتساب المعرفة وتعلم الفنون والحرف. فقد كتب بهاء الله أن القدرات الروحية لكل فرد لا يمكن أن تتحقق بدون التعليم الروحي، وبالتالي يحتاج الأطفال إلى التعليم الروحي الديني منذ مرحلة مبكرة. والغرض من التعليم هو تمكين الأفراد لخدمة المجتمع. وبتشجيع وتوجيه من عبد البهاء نشط البهائيون في إنشاء مدارس جديدة للفتيات والفتيان في إيران في أواخر القرن التاسع عشر، واستقبلوا فيها جميع الناس بغض النظر عن الدين أو الجنس، وكان تعليم الطلاب العلوم والفنون الحديثة إلى جانب المبادئ الأخلاقية موضع اهتمام هذه المدارس.

#### القضاء على الفقر المدقع والثراء المفرط
تؤكد كتابات بهاء الله على الترابط بين الأفراد كجزءٍ من مجتمعٍ واحدٍ، وتنظر التعاليم البهائية في ضرورة القضاء على الفقر المدقع والثروة الهائلة لتحقيق توازن في الأسرة البشرية وبناء مجتمعٍ عالميٍ قائمٍ على أسس المحبة والسلام والعدالة. ولكن لم يتم تعزيز توحيد الثروة وتحقيق المساواة الاقتصادية الكاملة بين الناس كما أكد عليها الشيوعية، فباعتقاد البهائيين هذا التوحيد مستحيلٌ ويضر بالمجتمع الإنساني. أشار عبد البهاء إلى أن الفقر والثراء الفادح غير مسموحان به في مجتمعٍ رحيمٍ، لأن الفقر يضعف معنويات الناس والثراء المفرط يثقل كاهل الناس، والثروة في حد ذاتها ليست شرًا، ويمكن استخدامها في الخير ورخاء الآخرين. ذكر بهاء الله في «الكلمات المكنونة» أنه يجب على الأغنياء رعاية الفقراء، فالفقراء أمانةٌ إلهيةٌ.
صرح بهاء الله وعبدالبهاء بأنه للقضاء على الفقر المدقع والثراء المفرط هناك حاجة إلى تمهيد أنظمة اقتصادية مناسبة وكذلك تعزيز الشعور بالمسؤولية والاهتمام الاجتماعي لدى الأفراد. يعتقد البهائيون بأنه يجب إنفاق الموارد المادية للمجتمع البشري على المدى الطويل من أجل رفاهية عامة الناس، وليس المصالح قصيرة الأجل والتي تقتصر على أقلية معينة، ويجب استبدال ثقافة المنافسة والاستهلاك والجشع بالمشاركة والتعاون والخدمة. تؤكد التعاليم البهائية على العمل بروح الخدمة، وعدم التأثر بالماديات، والالتزام بالصفات الأخلاقية كالصدق والنزاهة والجدارة بالثقة في ممارسة الأنشطة الاقتصادية. ومن الأحكام التي تساعد على تحقيق التوازن بين الأولويات المادية والأساسية هو حكم حقوق الله، حيث يتبرع الفرد البهائي بتسعة عشر بالمائة من دخله سنويًا لإنفاقها على الصالح العام بعد وضع المصاريف الأساسية جانبًا.

#### وجود لغة عالمية مشتركة
ترى التعاليم البهائية ضرورة تطوير لغة التواصل بين الشعوب في جميع أنحاء العالم كجزءٍ حيويٍ للوصول لوحدة العالم وتحقيق السلام. صرّح بهاء الله أن الافتقار إلى لغةٍ مشتركةٍ هو عائقٌ رئيسيٌ أمام الوحدة العالمية لأن نقص التواصل بين الشعوب من مختلف اللغات يقوّض الجهود المبذولة لتحقيق السلام العالمي ويسبب سوء الفهم؛ وقد حثّ على أن تختار البشرية لغةً مساعدةً يتم تدريسها في المدارس بالإضافة إلى اللغة الأم، حتى يتمكن الناس من فهم بعضهم البعض. وصرّح أيضًا بأنه إلى أن يتم اعتماد لغة مساعدة عالميًا، فإن الوحدة الكاملة بين مختلف أجزاء العالم ستظل غير محققة.
شدّد بهاء الله على أنه يجب ألا تقمع اللغة المساعدة اللغات الأصيلة الموجودة في الثقافات المختلفة في العالم، وأن مفهوم الوحدة في التنوع يجب تطبيقه على اللغات أيضًا. تنص التعاليم البهائية على أن عدم التجانس الثقافي يتوافق مع الوحدة، وأنه في الوقت الحاضر في تاريخ البشرية يجب احتضان التنوع الثقافي لأن الإنسانية تثريها الثقافات المختلفة المتأصلة في جميع أنحاء العالم. تنص التعاليم البهائية أيضًا على أن وجود لغة مساعدة دولية سيزيل الضغط من تعظيم لغات الأغلبية وبالتالي الحفاظ على لغات الأقليات، وبذلك سيحتفظ كل شخصٍ بلغته الأم، وبالتالي تبقى ثقافات الأقليات على قيد الحياة.

#### تأسيس السلام العالمي
يقول المبدأ الأساسي في تعاليم بهاء الله بأن عالم الإنسان واحدٌ، وأن عصر السلام والوحدة الذي وعدت به الأديان السماوية أصبح الآن في المتناول. لذا، كثيرٌ من تعاليم بهاء الله تحث أهل العالم على ضرورة العروج في وعيهم وضمائرهم وتفكيرهم إلى معايير أرقى ونهج أسمى في السلوك الإنساني. تشجّع التعاليم البهائية التحول الفردي والاجتماعي على أساس دراسة وتطبيق المبادئ الأخلاقية والقيم الروحية. وفي ذلك يعمل البهائيون على التعرف على المبادئ الأساسية لمجتمعٍ سلميٍ متناغمٍ، وإيجاد طرقٍ عمليةٍ لتطبيق هذه المبادئ ومشاركتها مع الآخرين.
إن تحقيق السلام العالمي هو أحد أهداف البهائيين الأساسية، وفيه دعوةٌ للبشرية لقبول مبدأ وحدة الجنس البشري وفضّ النزاعات والحروب عالميًا، من خلال العمل المشترك القائم على قبول مبدأ الوحدة في التنوع، ومساواة البشر، والعدالة، والمساواة بين الجنسين، على المستويين المحلي والدولي. إن المبادئ الأخرى التي يربطها البهائيون بتحقيق السلام العالمي تشمل العدالة الاقتصادية، والقضاء على الفقر المدقع والثراء المفرط، والقضاء على جميع أشكال التحيزات والتعصبات، والتعليم العام الإلزامي، وكذلك التوافق بين العلم والدين، واختيار لغة عالمية واحدة يتعلمها الجميع بالإضافة إلى لغتهم الأم لتسهيل التواصل الدولي.

## بعض الأحكام البهائية
بحسب الاعتقادات البهائية، تتكون الأحكام من بعدين متكاملين؛ يتضمن أحد الأبعاد الأحكام الأخلاقية التي لا تتغير بمرور الوقت، وتكون مشتركةً بين الأديان كافةً؛ مثل الدعوة إلى الصدق والنزاهة وعدم الغيبة والافتراء وغيرها. أما البعد الآخر، يشمل الأحكام التي تهدف إلى تنظيم الحياة الاجتماعية، والتي يمكن تغيير بعضها بمرور الوقت، مثل الأحكام المتعلقة بالزواج وتقسيم الإرث والدفن وغيرها. على الرغم من أن العديد من القوانين الواردة في «الكتاب الأقدس» قابلةٌ للتطبيق في المجتمع الحديث، إلا أن هذه الشرائع تنبثق وتتكشّف تدريجيًا بتطور البشرية. هناك أيضًا الأحكام الشخصية كالصوم والصلاة والحج وغيرها، والتي رغم أنها فرضٌ على الجميع، ولكنها تُعتبر واجباتٍ شخصيةٌ، وليس لأحدٍ حقٌ في المساءلة في تطبيقها. ولا يعتبر بهاء الله الأحكام حكمًا، أو إطارًا عقابيًا لغرض تنفيذ الحكم أو العقوبة، بل تعتبر الأحكام جزءًا أساسيًا من تقدم الإنسان الروحي ودليل سلوكه العرفاني.
في كتابات بهاء الله، لم يتم تقديم الأحكام والحدود كمجموعةٍ من الأوامر والنواهي التي يجب مراعاتها خوفًا من العقاب الإلهي، أو طمعًا بالثواب والنعيم الأبدي، أو إطارًا جزائيًا لتنفيذ الحكم أو العقوبة، وإنما يعتبر بهاء الله الأحكام والوصايا جزءًا لا يتجزأ من التقدم الروحي للإنسان. بيّن بهاء الله بأنَّ الأحكام والحدود هي الأساس الذي يُبنى عليه المجتمع الإنساني بأكمله وبدونها يستحيل قيام النظام، وإذا انعدم النظام لا يمكن إيجاد إطارٍ يجمع بداخله النشاطات الروحية والثقافية والعلمية والفكرية التي يعتمد عليها تطور الشئون الإنسانية المتداخلة. وكما ينهار سقف مبنىً شاهقٍ بسبب تجاهل القوانين الفيزيائية للكون، فكذلك انتهاك القوانين الروحية التي تحكم الكون يضر الإنسان روحيًا. في هذا الرأي، تساعد الأحكام الدينية الإنسان على مواءمة حياته مع القوانين الروحية التي تحكم العالم والكون.
في الاعتقادات البهائية، غالبًا ما يتم تقديم الوصايا ليس في شكل تعليماتٍ محددةٍ لمواقف مختلفةٍ وإنما في شكل مبادئ عامة، والتي تنطبق في كثيرٍ من الحالات على الفرد كما يراه مناسبًا في حياته وفي كل موقفٍ. ولا تعلّق الأحكام البهائية على جوانب كثيرةٍ من الحياة. وفي بعض الحالات، يُذكر صراحةً أن مسألةً معينةً هي مسألة اختيارٍ فرديٍ وليس حكمًا إلهيًا. هناك أيضًا تركيزٌ عامٌ قويٌ على وعي الفرد وفهمه وعقلانيته حول كيفية تطبيق بعض الأحكام الاجتماعية البهائية والتي تُطبق حاليًا. يصرّح بهاء الله في كتاباته بأن على الأفراد تطبيق الأحكام في غاية السرور، ويجب أن تكون نابعةً من حب الإنسان لخالقه. ولا أحدٌ مسئولٌ عن الإشراف على تنفيذ الأحكام من قِبل الآخرين، فوفقًا للتعاليم البهائية، إن الفرد مسؤولٌ أمام الله فقط، وكل شخصٍ مسؤولٌ عن تحسين وتأديب سلوكه وأفعاله. ولا يوجد في البهائية رجال دينٍ أو علماء دينٍ يستطيعون إصدار أو تفسير الأحكام الإلهية. ومع ذلك، فإنه في بنية الجامعة البهائية، هناك المجالس المنتخبة، وليس الأفراد، التي تؤول إليها إدارة شئون البهائيين وتنظيمها، والتي يرأسها بيت العدل الأعظم.
تستند الأحكام البهائية إلى كتابات بهاء الله المكتوبة والمدوّنة، مثل الكتاب الأقدس وملحقاته، جنبًا إلى جنب مع تفسيرات عبد البهاء، وشوقي أفندي، والقوانين الموضوعة من قبل بيت العدل الأعظم. ولا يمكن بأي حالٍ من الأحوال اعتبار الحكايات الشخصية والروايات الشفوية عن حياة بهاء الله أو غيره من قدماء هذا الدين أساسًا لتقرير الأحكام.
طبقًا لهذا التوجه، قام شوقي أفندي ومن بعده بيت العدل الأعظم تدريجيًا بتعريف وتطبيق حدود وأحكام «الكتاب الأقدس»، وذلك طبقًا لنمو وبلوغ الجامعة البهائية. وفيما يلي بعض الأحكام التي وردت في الكتاب الأقدس:
- الصلاة
- الدعاء والمناجاة وقراءة الآيات الإلهية
- الصيام
- الزواج
- الطلاق
- الدفن
- الطهارة والنظافة
- التعايش مع جميع شعوب العالم بالروح والريحان
- جوانب الحياة الشخصية
- العفة والتقديس في جميع الأمور
- مشرق الأذكار – دار العبادة البهائي
- إطاعة الحكومة واجبةٌ في كل الأمور إلا فيما يخالف العقيدة
- عدم التدخل في الأمور السياسية أو الانضمام إلى الأحزاب
- ضرورة المشورة
- أحكامٌ أخرى

## من أهم الأماكن المقدسة البهائية
يعتبر رفات بهاء الله في عكا وضريح السيد علي محمد الباب في حيفا من أهم الأماكن المقدسة للبهائيين في العالم.

## الكتابات والآثار البهائية
تعتبر كتابات بهاء الله والباب من الكتب المقدسة لدى البهائيين، وهي عديدةٌ ومتنوعةٌ. وتعتبر كتابات وخطب عبد البهاء وأعمال شوقي أفندي شروحات وتفسيرات رسمية، وكذلك رسائل وكتابات بيت العدل الأعظم تعد من التشريعات والتوضيحات الرسمية، وكلها مصنفةٌ على أنها كتاباتٌ وآثارٌ بهائيةٌ. تمت ترجمة كتابات بهاء الله التي نزلت باللغتين الفارسية والعربية إلى أكثر من ثمانمائة لغةٍ في العالم اليوم.
- الكتاب الأقدس
- كتاب الإيقان.
- البيان العربي.
- البيان الفارسي.
- الكلمات المكنونة.
- كتاب عهدي.
- ألواح الوصايا لعبد البهاء.
- خطب عبد البهاء.
- مفاوضات عبد البهاء.

نُشرت الكتابات المقدسة البهائية في الهند منذ حوالي سنة 1882 بتكليف من بهاء الله. و بعد سنة 1892، تمّ نقل نشر هذه الكتابات إلى مصر. في إيران، قامت دار النشر البهائية (Baha'i Publishing Trust) بنشر الكتابات المقدّسة البهائية بلغتيها الأصليتين، الفارسية والعربية، وذلك ما بين 1959 و 1979. مع اندلاع الثورة الإيرانية تم نقل النشر إلى هوفهايم-لانجينهين في ألمانيا الغربية، وإلى الهند، وويلميت بالولايات المتحدة الأمريكية. تمت ترجمة الكتابات البهائية إلى العديد من اللغات. و قد تُرجمت بعض آثار بهاء الله إلى 802 لغة. تتمّ ترجمة الكتابات المقدسة البهائية إلى لغات أخرى بالاعتماد على الترجمة الإنجليزية.

## العبادة في البهائية
العبادة لدى البهائيين تتم عن طريق دراسة النصوص البهائية وقراءة الأدعية والمناجاة كل صباحٍ ومساءٍ، وكذلك أداء الفرائض والأحكام كـ الصلاة والصوم وغيرها من الأحكام التي نصها بهاء الله في الكتاب الأقدس. أما الرهبنة والتكهن والدروشة والاعتصام في الصوامع والاعتزال عن الناس فممنوعٌ عند البهائيين. ويعتقدون أن من واجب الإنسان العمل والاحتراف والتطبيق العملي للوصايا الإلهية في الحياة اليومية، والتحلي بالعفة والطهارة و الأخلاق الحميدة. ويُعتبر العمل لغرض خدمة الآخرين والمجتمع نوعًا من العبادة في حد ذاته.

### حالة الدعاء
إن حالة الدعاء والمناجاة مع الخالق سبحانه وتعالى مهمةٌ للغاية، فكلما كان القلب صافيًا ومنزهًا عن شؤون الدنيا كلما كان الحديث مع الخالق عزّ وجلّ أكثر لطافةً وحلاوةً. يعتبر البهائيون تلاوة الأدعية والمناجاة مع الله سبحانه وتعالى تعبيرًا عن حب الإنسان لخالقه، لا مخافةً منه أو من عقابه، ولا رجاءً في الثواب أو نعيمه. يوضّح عبدالبهاء بأن الدعاء والمناجاة مع الله يشبه الحديث مع حبيبٍ عزيزٍ، فعندما يكون الإنسان مفتونًا بحب الآخر لا يسكت أبدًا عن ذكر حبيبه. فكم هو صعبٌ إذًا على شخصٍ مفتونٍ بحب الله أن يتوقف عن ذكره. الإنسان الروحاني في البهائية هو الشخص الذي لا يجد متعةً إلا بذكر الله سبحانه وتعالى.

### الدعاء والمناجاة وقراءة الآيات الإلهية

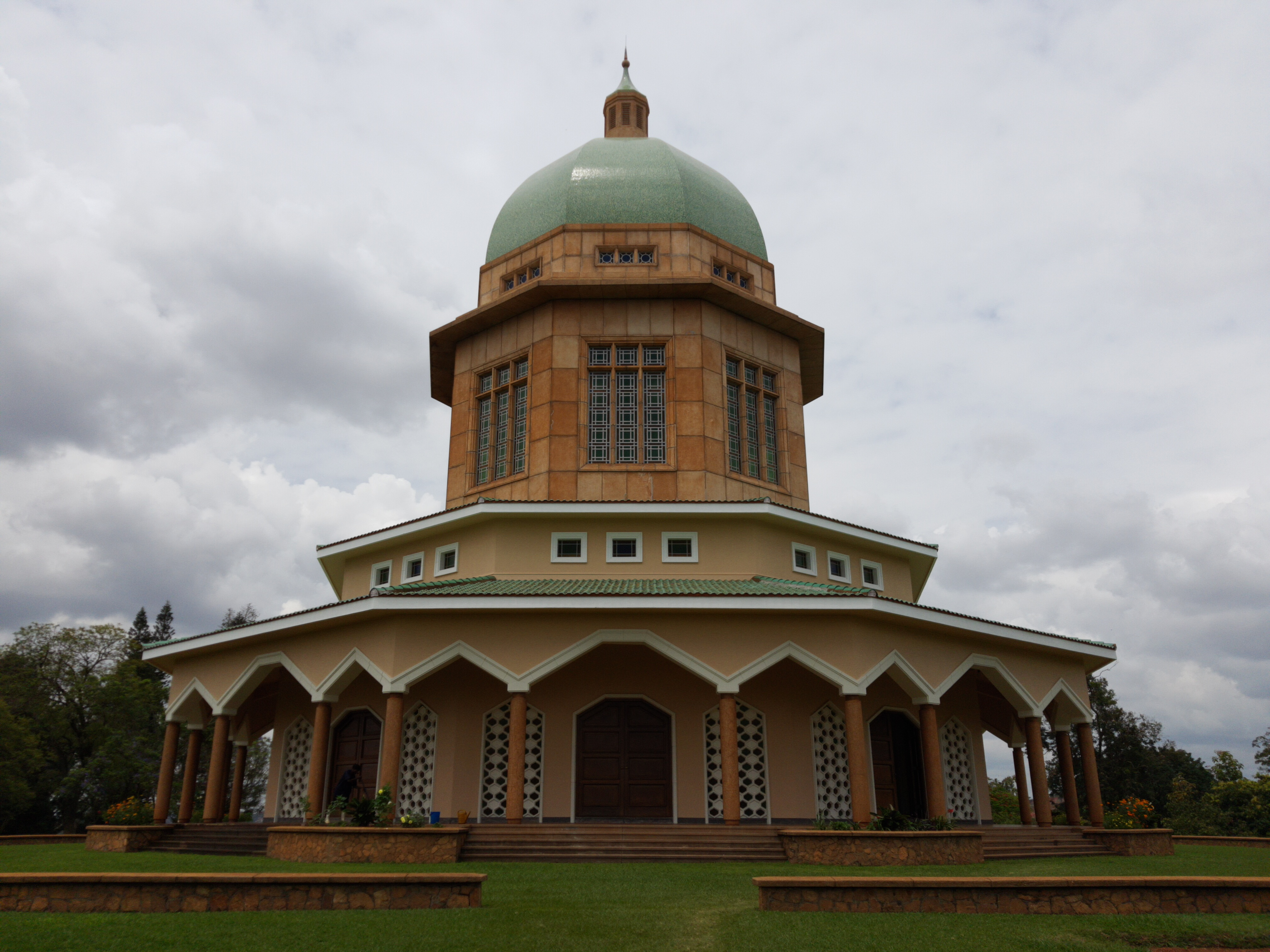
مشرق أذكار كمبالا، بأوغندا

يعتقد البهائيون بأن الدعاء والمناجاة ضروريٌ لنمو الفرد الروحاني وحيويته، فمن خلاله يمكن للمرء أن يتواصل مع الله ويعبّر عن محبته له، ويلتمس منه التأييد. والدعاء مرتبط أيضًا بتحول الفرد ونموه روحانيًا عن طريق تنمية الصفات الروحانية والتي يجب أن تنعكس على تفاعل الفرد مع الآخرين. إنّ القدرة على التّأمّل والتفكّر سمةٌ مميّزةٌ للوجود الإنسانيّ؛ والآثار الكتابية البهائيّة تشير إلى أن التقدّم البشريّ يستحيل تحققه دون التأمّل والتفكّر. تُعد قراءة آثار بهاء الله في كل صباحٍ ومساءٍ والتأمل في معانيها من الفرائض الدينية للبهائيين. يتم تشجيع البهائيين على الدعاء بانتظامٍ، سواءً في الحياة الخاصة أو عندما يجتمعون معًا. فالدعاء والمناجاة عبارةٌ عن حديثٍ شيقٍ بين العبد وخالقه.عادةً في البهائية، لا يوجد شكلٌ محددٌ لتلاوة مثل هذه الأدعية، ولكن يُنصح بالدعاء على انفرادٍ، فهو أكثر نقاءً وفاعليةً. أما بالنسبة لجلسات الدعاء، يعتقد البهائيون بأن تلاوة الأدعية والتأمل في آيات الله يمكن أن يخلق سرورًا حقيقيًا لدى الإنسان، لذا يجتمع البهائيون مع بعضهم وأصدقائهم لقراءة الأدعية والآيات الإلهية باستمرار، حيث تضفي هذه الاجتماعات حسًا مرهفًا بالروحانية والمحبة وتسمو بالروح وتخلق السكينة والطمأنينة. ووفقًا للبهائية، فإن الدعاء والمناجاة هي الآيات التي أُنزلت على الأنبياء والمرسلين مثل موسى، وعيسى، وكريشنا، وبوذا، وإبراهيم، ومحمد، وباب، وبهاء الله، عن طريق الوحي الإلهي.

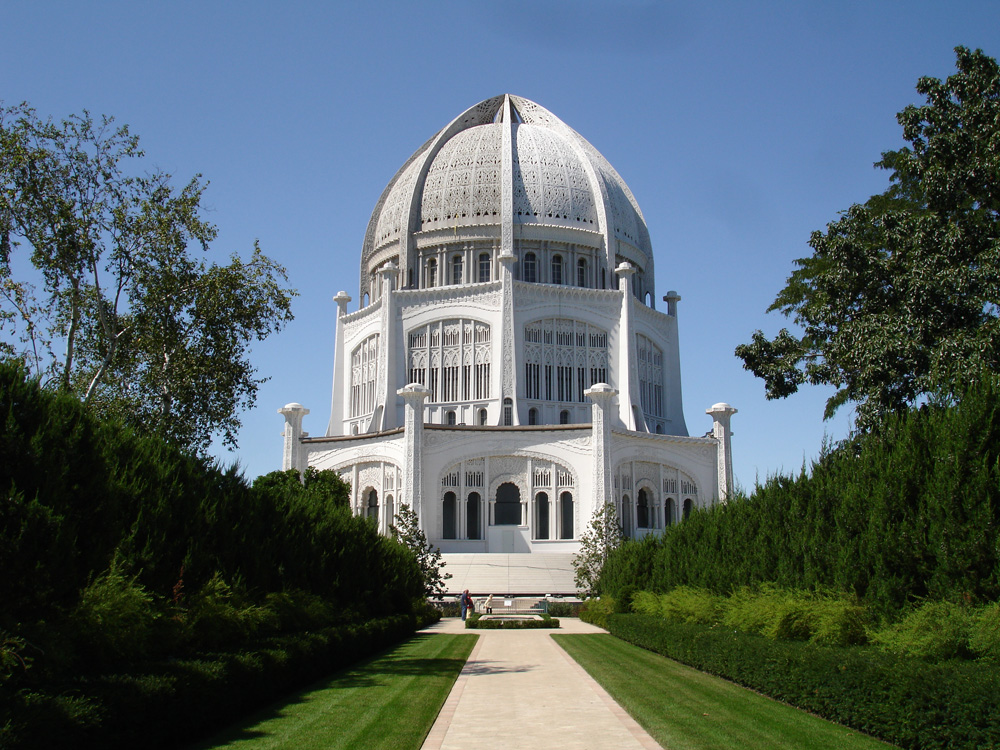
مشرق اذكار ويلمت بولاية إلينوي، بالولايات المتحدة الأمريكية

### مشارق الأذكار (دور العبادة البهائية)
نصّ بهاء الله في الكتاب الأقدس على وجوب بناء مشرق أذكار في كل مدينةٍ وبلدةٍ، وأكّد على أن أبوابه يجب أن تكون مفتوحةً للجميع بغض النظر عن الدين أو أي تمييزٍ آخر. كما تؤكد الأحكام البهائية على البُعد الروحاني لمشرق الأذكار، حيث يجب أن يكون مكانًا للتجمع، ويمكن للناس من جميع الأديان أن يعبدوا الله دون قيودٍ طائفيةٍ. كما تنص الأحكام البهائية على أن الكتب المقدسة للدين البهائي والديانات الأخرى فقط هي التي يمكن قراءتها أو ترديدها داخل دارالعبادة بأي لغةٍ كانت. علاوةً على ذلك، لا يجوز إلقاء خطبٍ، ولا تمارس أي طقوسٍ شعائريةٍ.
يتم في الدين البهائي الجمع بين مفاهيم العبادة والعمل والخدمة في شكل مؤسسة مشرق الأذكار، وتعتبر الآثار البهائية مشرق الأذكار رمزًا للعلاقة بين العبادة والخدمة. تتكون مؤسسة مشرق الأذكار من مبنىً رئيسيٍ للعبادة محاطٌ بملحقاتٍ مخصصةٍ للمشاريع الخيرية، تهدف إلى توفير الخدمات التعليمية والصحية وغيرها من أجل التنمية الاجتماعية والاقتصادية للمجتمع. ومع أن مشارق الأذكار هذه تختلف من حيث التصميم والشكل، إلا أن لكلٍ منها قبةٌ وتسعة جوانب وتسعة مداخل، وهي مفتوحةٌ للجميع من كل الأديان. وهي كدور عبادةٍ، مخصصةٌ حصريًا للعبادة، بقراءة وتلاوة الأدعية والمناجاة، ويُحظر فيها إلقاء الخطب الدينية.
اعتبارًا من سنة 2023، تمّ إتمام أربعة عشر مشارق أذكار حول العالم (بما في ذلك واحدٌ تداعى وهُدِمَ في مدينة عشق أباد).  من بين الثلاثة عشر القائمة حاليًا، هناك ثمانية مشارق أذكار قارية تقع في الولايات المتحدة وأوغندا وأستراليا وألمانيا وبنما وساموا والهند وتشيلي. نال اثنان من مشارق الأذكار القارية العديد من الجوائز المعمارية، وهما مشارق أذكار  اللوتس وسانتياغو. بالنسبة لمشارق الأذكار الخمسة المتبقية، أربعة منها محلية وآخر مركزي. ويتمّ حاليا بناء مشرق أذكار مركزي في بابوا غينيا الجديدة وآخر محلي في بيهار شريف بالهند.  علاوة على ذلك، تمتلك الجامعات البهائية أكثر من 120 عقارًا مخصص لمشارق أذكار مستقبلية.

## التقويم البهائي
للبهائيين تقويمٌ شمسيٌ جديدٌ فيه السنة العادية 365 يوم، والسنة الكبيسة 366. وللسنة البهائية تسعة عشر شهرًا، ولكل شهرٍ تسعة عشر يومًا. أما الأيام الأربعة (في السنة البسيطة) أو الخمسة (في السنة الكبيسة) اللازمة لإكمال السنة إلى 365 يوم فتسمى بأيام الهاء. ولاتحسب ضمن الأشهر، بل تقع قبل الشهر الأخير أي شهر الصيام. تبدأ السنة البهائية يوم الاعتدال الربيعي في النصف الشمالي من الكرة الأرضية (عادةً يوم 21 مارس)، وهو أحد الأعياد البهائية ويسمى يوم النوروز. أما بالنسبة إلى بداية اليوم في التقويم البهائي، فإن اليوم البهائي يبتدئ من الغروب وينتهي إلى الغروب.
بدأ التقويم البهائي في سنة 1844م/ 1260هـ وسُمّي بتقويم البديع. مجموع الأيام المقدسة البهائية (بين الأعياد وأيام الذكرى) هو تسعة أيامٍ لايجوز فيها العمل إلا في أعمالٍ خاصةٍ تم توضيحها في الكتاب الأقدس. أسماء الأشهر وكذلك أسماء الأيام تحكي عن بعض الصفات الإلهية ومنها شهر العلاء وشهر الجلال وشهر الكمال وغيرها.

## النظام الإداري البهائي
لا يوجد في الدين البهائي أية مراكز أو مناصب أو وظائف فقهية، فليس فيه كهنة أو رهبان أو قساوسة أو رجال دين. يعتقد البهائيون أن على كل شخصٍ مهمة تثقيف نفسه والتعرف والإطلاع الشخصي على تعاليم دينه وتطبيقها في حياته اليومية والسلوك حسب مناهجها. أما أمور المجتمع فتحال إداريًا على النطاق المحلي إلى مايسمى بالمحافل الروحية المحلية، وعلى النطاق الإقليمي إلى مايسمى بالمحافل الروحية المركزية. وهذه المحافل سواءً كانت محليةً أو مركزيةً، يتم انتخاب أعضائها سنويًا من قبل أفراد الجامعة البهائية بدون حملات دعايةٍ أو أي نوعٍ من الترشيح أو التصويت العلني، ولايملك أفرادها أية سلطةٍ شخصيةٍ أو فرديةٍ، بل أن السلطة وصلاحية اتخاذ القرارات تعود للمحافل كهيئاتٍ إداريةٍ.
بُني النظام الإداري البهائي على أسسٍ موجودةٍ في الكتاب الأقدس، ووضّحها عبد البهاء في وصيته ألواح الوصايا، حيث حدّد فيها المؤسسات الإدارية ومنصب ولاية الأمر الذي عيّن له حفيده شوقي افندي رباني ليقوم بتولي هذا المنصب بعد وفاته. وشرح عبد البهاء متطلبات وكيفية تأسيس بيت العدل الأعظم، وهو الهيئة الإدارية العليا المنتخبة لإدارة شؤون الجامعة البهائية عالميًا.
وعند تولي أمور الجامعة البهائية، قام شوقي افندي بترجمة العديد من الكتب البهائية إلى اللغة الإنجليزية، ووضع وأشرف على تنفيذ الخطط لنشر الدين البهائي في العالم، وبدأ بإنشاء المركز البهائي العالمي في مدينة حيفا قرب مرقد الباب، وشيّد أركان المؤسسات الإدارية المحلية والإقليمية، تمهيدًا لانتخاب بيت العدل الأعظم للمرة الأولى. وبعد وفاة شوقي أفندي في سنة 1957م فجأةً دون أن يترك وصيةً أو نجلًا، استحال تعيين من يخلفه في ولاية الأمر، فتم تشكيل بيت العدل الأعظم الذي يُعتبر أعلى هيئة إدارية وتشريعية للدين البهائي منذ ذلك الحين. ويُجرى انتخاب أعضاء بيت العدل الأعظم التسعة مرةً كل خمسة سنواتٍ من قبل البهائيين في العالم.

## البهائيون في العالم
لقد دعى بهاءالله أتباعه إلى أن يضعوا جلّ اهتمامهم في سد احتياجات العصر الذي يعيشون فيه وأن تتمحور مشاوراتهم حول لوازمه ومتطلّباته. لذا، نادى بهاء الله بالعمل من أجل خير العموم، وبناءً على ذلك فإن البهائيين يسعون منذ وقتٍ طويلٍ للمساهمة في المشاريع الراميّة للتقدم الاجتماعي على المستوى المحلي والوطني والعالمي من خلال اتخاذ مبادراتٍ ملموسةٍ في أحيائهم وقراهم ومجتمعاتهم.
- البهائية في البحرين
- البهائية في مصر
- البهائية في إيران
- البهائية في الهند
- البهائية في الولايات المتحدة

### الكثافة السكانية
أفادت وثيقة نشرها البهائيون أن 4.74 مليون بهائي في عام 1986م نموا بمعدلٍ سنويٍ قدره 4.4٪. وتقدّر المصادر البهائية منذ عام 1991م أن عدد البهائيين في جميع أنحاء العالم يزيد عن 5 ملايين. قدرت الموسوعة المسيحية العالمية بوجود 7.1 مليون بهائي في العالم في عام 2000م، يمثلون 218 دولة، و 7.3 مليون في عام 2010م  من نفس المصدر. ويذكر هذا المصدر كذلك أن: «الدين البهائي هو الدين الوحيد الذي نما بوتيرةٍ أسرع في كل منطقةٍ من مناطق الأمم المتحدة على مدى المائة عام الماضية من عامة السكان؛ وبالتالي كانت البهائية الدين الأسرع نموًا بين عامي 1910م و 2010م، حيث نما مرتين على الأقل بأسرع تعداد سكان كل منطقة من مناطق الأمم المتحدة تقريبًا».
يعيش أكبر عدد من البهائيين في العالم في الهند، والتي تضم حوالي 1880700 بهائيًا. وتمثل العقيدة البهائية حاليًا أكبر أقلّية دينية في إيران، وبنما، وبليز، وثاني أكبر ديانة دولية في بوليفيا، وزامبيا، وبابوا غينيا الجديدة، وثالث أكبر ديانة دولية في تشاد  وكينيا.

وفقًا لتقويم العالم وكتاب الحقائق 2004 (بالإنجليزية: World Almanac and Book of Facts 2004):
يعيش غالبية البهائيين في آسيا (3.6 مليون)، وأفريقيا (1.8 مليون)، وأمريكا اللاتينية (900000). وفقًا لبعض التقديرات، يوجد أكبر مجتمعٍ بهائيٍ في العالم في الهند، حيث يبلغ عددهم 2.2 مليون بهائي، تليها إيران، بـ 350.000، والولايات المتحدة بـ 150.000، والبرازيل بـ 60.000. بصرف النظر عن هذه البلدان، يختلف تعداد البهائيين في الدول الأخرى بشكلٍ كبيرٍ.
العقيدة البهائية هي ديانةٌ متوسطة الحجم من حيت عدد أتباعها وقد أُدرجت في كتاب بريتانيكا للعام (1992م حتى الآن) كثاني أكثر ديانات العالم المستقلة انتشارًا من حيث عدد الدول الممثلة. وفقًا لبريتانيكا، انتشر الدين البهائي (اعتبارًا من عام 2010م) في 221 دولة ومنطقة، ويقدّر عدد أتباعه في جميع أنحاء العالم بسبعة ملايين. بالإضافة إلى ذلك، فإن البهائيين منظمون ذاتيًا في معظم دول العالم.
ولقد تم تصنيف العقيدة البهائية في عام 2007م من قبل مجلة فورين بوليسي كثاني أسرع دينٍ في العالم من حيث زيادة النسبة المئوية لعدد المنتسبين إليها بمعدل (1.7٪).
حسب إحصائيات سنة 2001، بلغ عدد المناطق التي يتواجد فيها البهائيون 127,381 منطقة موزّعة على 190 دولة وإقليم تابع.
وفقًا لنفس الإحصائيات، يتواجد حول العالم 11,740 محفل روحاني محلي و 33 دار للنشر، كما ترجمت الكتابات البهائية إلى 802 لغة.  يمثّل البهائيون حول العالم ما يقارب 2,112 قبيلة وعرقًا وجماعة إثنية.
يوجد حاليا 13 مشارق أذكار بهائية، منها ثمانية مشارق أذكار قارّية وأربعة مشارق أذكار محلّية، ومشرق أذكار مركزي. علاوة على ذلك، تمّ الشروع في بناء مشرِقي أذكار إضافيين.
حسب إحصائيات المركز البهائي العالمي، يوجد حاليًا 192 محفلا روحانيا مركزياً للبهائيين حول العالم.
على الصّعيد العالمي، ينظم البهائيون أكثر من 60,000 فصل تربوي للأطفال ومجموعات لتمكين الشباب الناشئ (12-15 سنة) وهي مفتوحة للجميع.
إلى حدود اليوم، أتمّ البهائيون حول العالم أكثر من 70,000 مشروع قصير المدى للتنمية الاجتماعية والاقتصادية، وفي الوقت الراهن هناك 1,500 مشروع تنموي بعيد المدى قيد التنفيذ.
كما لديهم أيضًا أكثر من 150 منظمة للتنمية الاجتماعية والاقتصادية تمّ تأسيسها في أجزاء مختلفة من العالم.

## وصلات خارجية
- المكتبة البهائية العربية
- الموقع الرسمي للعقيدة البهائية (إنكليزي) و (عربي)
- مقدمة عن الدين البهائي (عربي)
- أدعية وصلوات وتأملات بهائية (عربي)
- البهائية - ردود وإجابات (عربي وإنكليزي)
- موقع الإسلام والدين البهائي (عربي وإنكليزي)
- بهاء الله - دلائل وبراهين (عربي)
- الإعلام البهائي: صور تمثل نشاطات وفعاليات الجامعة البهائية في مختلف أنحاء العالم.
- الغرفة البهائية العربية لحوار الأديان والعقائد على البالتوك حوار صوتى مع البهائيين على مدار الساعة.
- المشاركات البهائية الإنسانية socio-economic bahai.
- المنتديات البهائية العربية.
- محرك البحث البهائى.